# Lịch sử Canada
Lịch sử Canada bắt đầu khi người Da đỏ cổ đại đến vào hàng nghìn năm trước. Các nhóm dân nguyên trú sinh sống tại Canada trong hàng thiên niên kỷ, với những mạng lưới mậu dịch, tín ngưỡng tinh thần, và phân tầng xã hội riêng biệt. Một số nền văn minh trong số đó tàn phai từ lâu trước khi có những người châu Âu đầu tiên đến và chúng được phát hiện thông qua nghiên cứu khảo cổ học. Nhiều hiệp ước và điều luật được chế định giữa người định cư châu Âu và dân cư nguyên trú.
Bắt đầu từ cuối thế kỷ 15, những đoàn thám hiểm của người Pháp và người Anh thám hiểm, rồi sau đó là định cư, dọc theo duyên hải Đại Tây Dương. Sau Chiến tranh Bảy năm, Pháp nhượng toàn bộ thuộc địa của họ tại Bắc Mỹ cho Anh Quốc vào năm 1763. Đến năm 1867, ba thuộc địa của Anh Quốc tại Bắc Mỹ liên hiệp, hình thành Quốc gia tự trị Canada gồm bốn tỉnh. Tiếp theo, Canada có những biến thiên về lãnh thổ và tăng quyền tự trị từ Đế quốc Anh, chính thức hóa bằng Pháp lệnh Westminster năm 1931. Đạo luật Canada năm 1982 cắt đứt những tàn dư của sự phụ thuộc tư pháp vào nghị viện Anh Quốc.
Mặc dù chính phủ chịu trách nhiệm đã tồn tại ở Canada từ năm 1848, Anh vẫn tiếp tục thiết lập các chính sách đối ngoại và quốc phòng của mình cho đến khi Chiến tranh thế giới thứ nhất kết thúc. Việc thông qua Quy chế Westminster vào năm 1931 công nhận rằng Canada đã trở thành đồng bình đẳng với Vương quốc Anh. Sau khi Hiến pháp là yêu nước vào năm 1982 ,  dấu vết cuối cùng của sự phụ thuộc pháp lý vào quốc hội Anh đã bị xóa bỏ. Canada hiện bao gồm mười tỉnh và ba vùng lãnh thổ và là một dân chủ nghị viện và chế độ quân chủ lập hiến với Queen Elizabeth II với tư cách là nguyên thủ quốc gia của nó.
Qua nhiều thế kỷ, các yếu tố của phong tục dân cư nguyên trú, người Pháp, người Anh, và người nhập cư gần đây kết hợp thành văn hóa Canada. Văn hóa Canada cũng chịu ảnh hưởng mạnh của láng giềng là Hoa Kỳ. Canada hiện gồm có mười tỉnh và ba lãnh thổ và sở hữu một chế độ dân chủ nghị viện và một chế độ quân chủ lập hiến với nguyên thủ quốc gia là Elizabeth II.

## Thời kỳ tiền thuộc địa

### Dân cư nguyên trú

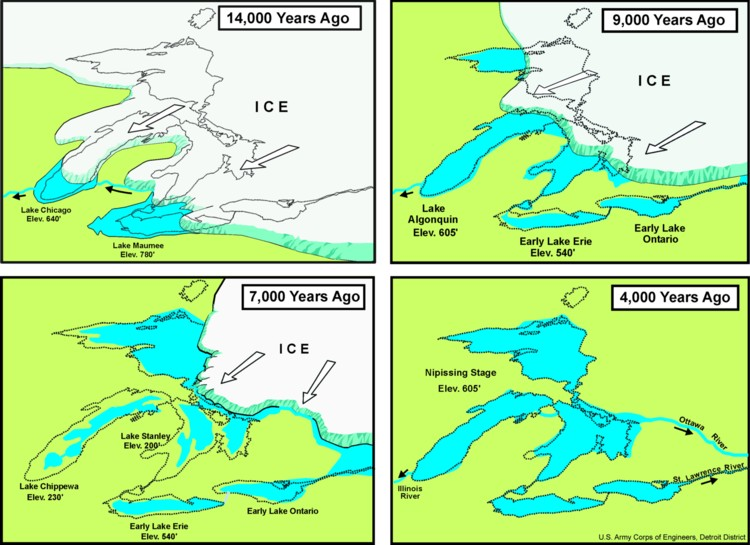
Theo ước tính, Ngũ Đại hồ hình thành từ cuối kỷ băng hà cuối (khoảng 10.000 năm trước), khi vỉa băng Laurentide rút đi.

Theo bằng chứng khảo cổ học và di truyền học, Bắc và Nam Mỹ là những lục địa cuối cùng trên thế giới có con người cư trú. Trong thời kỳ Đóng băng Wisconsin, 50.000 – 17.000 năm trước, mực nước biển xuống thấp tạo điều kiện cho loài người di chuyển qua cầu lục địa Bering (Beringia) vốn liên kết Siberia đến tây bắc của Bắc Mỹ (Alaska). Đương thời, vỉa băng Laurentide bao phủ hầu hết Canada và chặn họ lại, khiến họ bị hạn chế trong Alaska hàng nghìn năm.
Khoảng 16.000 năm trước, các sông băng bắt đầu tan, tạo điều kiện cho loài người chuyển từ Alaska về phía nam và đông vào Canada. Niên đại và lộ tuyến chính xác của việc di dân tại châu Mỹ vẫn là chủ đề tranh luận.
Khí hậu Bắc Mỹ trở nên ổn định vào khoảng năm 8000 TCN, điều kiện khí hậu tương tự như mô hình hiện nay; song các vỉa băng đang rút đi vẫn bao phủ nhiều vùng đất rộng, tạo nên các hồ nước băng tan. Hầu hết các nhóm dân cư trong thời kỳ cổ đại vẫn là những người săn bắn hái lượm có tính lưu động ở mức cao. Tuy nhiên, có những nhóm riêng lẻ bắt đầu tập trung vào tài nguyên sẵn có cho họ tại địa phương; do đó theo thời gian, có một mô hình tổng quát hóa khu vực ngày càng tăng.
Thời kỳ văn hóa Woodland có niên đại từ khoảng 2000 TCN đến 1000 CN, bao phủ Ontario, Quebec, và các khu vực Hàng hải. Việc sử dụng đồ gốm giúp phân biệt văn hóa Woodland với những dân cư thời cổ đại trước đó. Nhân dân sống gần sông St. Lawrence tại Ontario sản xuất đồ gốm có niên đại cổ nhất từng phát hiện được tại Canada. Truyền thống Hopewell là một nền văn hóa dân nguyên trú hưng thịnh dọc theo các sông tại Bắc Mỹ từ 300 TCN đến 500 CN. Khi quy mô ở mức lớn nhất, hệ thống trao đổi Hopewell liên kết các văn hóa và xã hội của những dân tộc sinh sống bên phần bờ hồ Ontario thuộc Canada.
Các khu vực đất rừng miền đông của Canada là nơi cư trú của các dân tộc Algonquin và Iroquois. Ngôn ngữ Algonquin được cho là bắt nguồn từ cao nguyên miền tây của Idaho hoặc các bình nguyên của Montana và chuyển dịch về phía đông, cuối cùng mở rộng từ vịnh Hudson đến Nova Scotia ngày nay ở phía đông và xa về phía nam đến khu vực Tidewater của Virginia.

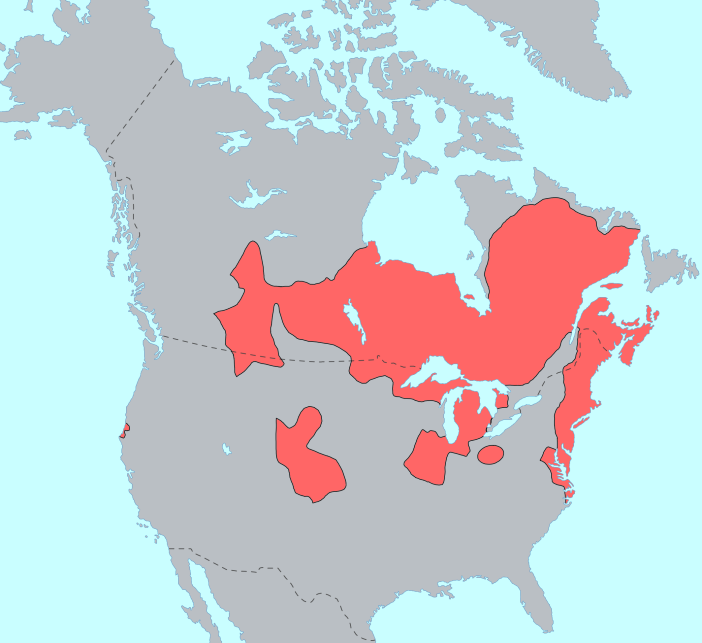
Phân bổ Ngữ tộc Algonquin tại Bắc Mỹ thời tiền Colombo.

Những dân tộc nói ngôn ngữ Đông Algonquin gồm có Mi'kmaq và Abenaki tại khu vực Hàng hải và người Beothuk có lẽ đã tuyệt chủng tại Newfoundland. Người Ojibwa và các dân tộc nói tiếng Anishinaabe thuộc nhóm Trung Algonquin ghi nhớ một truyền thuyết truyền khẩu là họ chuyển từ biển đến vùng đất của họ nằm quanh phía tây và trung Ngũ Đại Hồ, có vẻ là từ duyên hải phía đông.
Liên minh Iroquois (Haudenosaunee) được tập trung từ muộn nhất là 1000 CN tại miền bắc New York, song tầm ảnh hưởng của họ khuếch trương đến khu vực nay là miền nam Ontario và khu vực Montréal. Tại Đại Bình nguyên, người Cree dựa vào các bầy lớn bò rừng bizon để đáp ứng nhu cầu về thực phẩm và nhiều nhu cầu khác. Phía tây bắc là nơi cư trú của những người nói các ngôn ngữ thuộc ngữ hệ Na-Dene, bao gồm những người nói tiếng Athapaskan và Tlingit. Ngữ hệ Na-Dene được cho là có liên kết với ngữ hệ Yenisei tại Siberi. Người Dene ở miền tây khu vực Bắc Cực có thể đại diện cho một làn sóng riêng biệt của người nhập cư từ châu Á đến Bắc Mỹ.
Vùng Nội địa của British Columbia là nơi sinh sống của những dân tộc nói ngôn ngữ thuộc ngữ hệ Salish như Shuswap, Okanagan và nhóm Nam Athabaskan, chủ yếu là Dakelh và Tsilhqot'in. Các vịnh nhỏ và thung lũng của Duyên hải British Columbia là nơi cư trú của một lượng dân số lớn và đặc biệt, như Haida, Kwakwaka'wakw, và Nuu-chah-nulth, sinh kế của họ dựa vào nguồn cá hồi và tôm sò phong phú trong khu vực. Những dân tộc này phát triển những nền văn hóa phức tạp dựa trên tuyết tùng đỏ miền Tây, với nhà gỗ, xuồng đánh cá voi và xuồng chiến đấu, các biểu tượng potlatch và cột vật tổ được chạm khắc tỉ mỉ.
Tại quần đảo khu vực Bắc Cực, từng có những người Eskimo cổ đại được gọi là Dorset, văn hóa của họ truy nguyên từ khoảng năm 500 TCN, và đến khoảng năm 1500 thì họ bị tổ tiên của người Inuit hiện nay thay thế. Sự chuyển tiếp này được chứng minh thông qua những hồ sơ khảo cổ học và thần thoại Inuit kể về việc trục xuất Tuniit hoặc 'các dân cư đầu tiên'.

### Tiếp xúc với người châu Âu

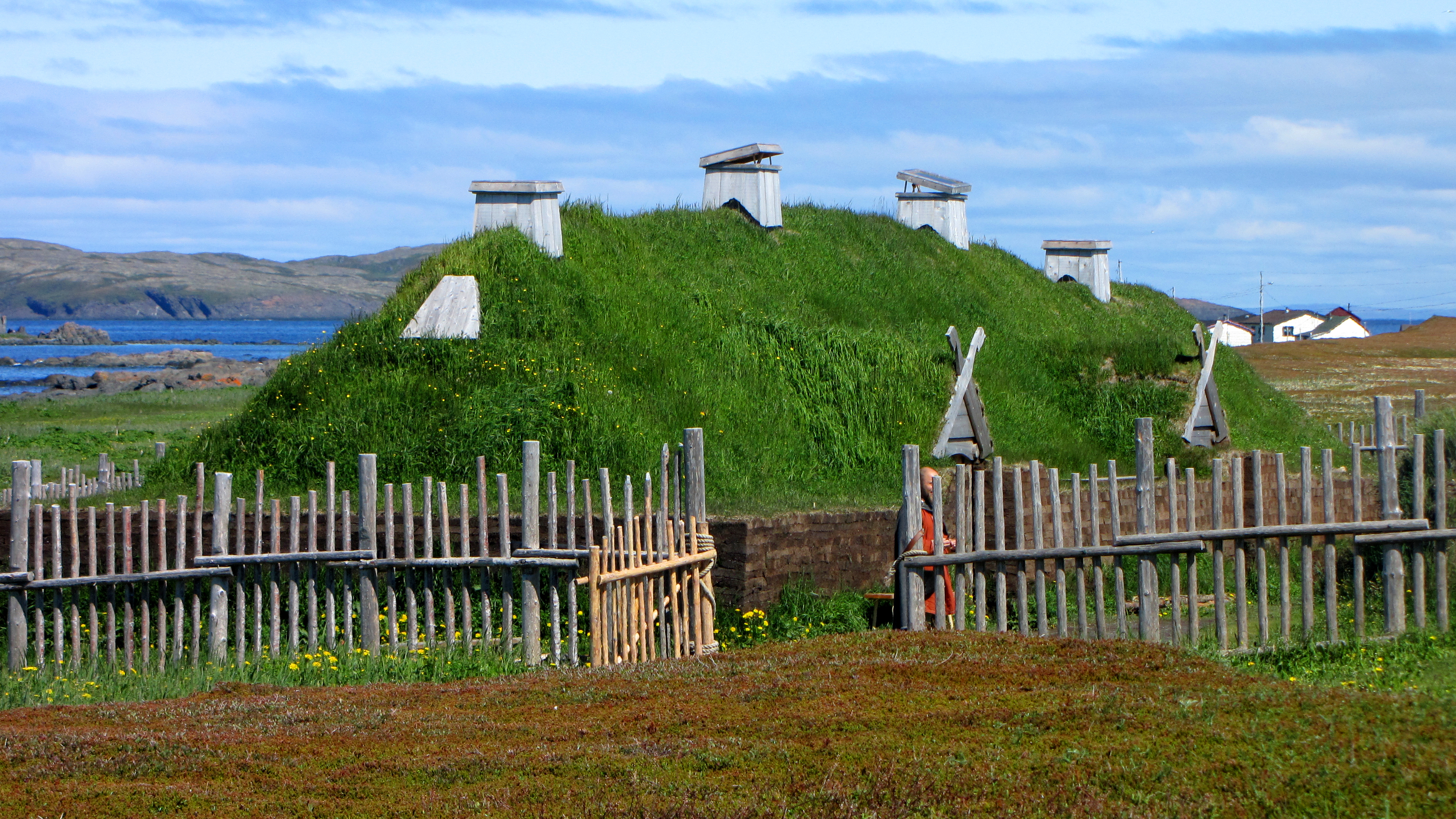
L'Anse aux Meadows trên đảo Newfoundland, di chỉ của một thuộc địa người Norse.

Có những báo cáo về việc tiếp xúc giữa các dân tộc Trước tiên, người Inuit và những người đến từ các lục địa khác từ trước chuyến thám hiểm năm 1492 của Cristoforo Colombo và thời đại khám phá. Chuyến thám hiểm Canada sớm nhất được ghi chép là trong những saga Iceland, thuật chi tiết về nỗ lực của người Norse nhằm thuộc địa hóa châu Mỹ. Theo những Saga, người châu Âu đầu tiên trông thấy Canada là Bjarni Herjólfsson, ông bị gió thổi lệch khỏi hành trình từ Iceland đến Greenland vào mùa hè năm 985 hoặc 986 CN. Khoảng năm 1001, các Saga đề cập đến cuộc đổ bộ của Leif Ericson lên ba địa điểm ở phía tây, hai địa điểm đầu là Helluland (có thể là đảo Baffin) và Markland (có thể là Labrador). Leif Ericson đổ bộ lần thứ ba lên một địa điểm mà ông gọi là Vinland (có thể là Newfoundland). Người Norse cố gắng thuộc địa hóa vùng đất mới; song khí hậu địa phơng và sự quấy nhiễu của dân cư bản địa khiến họ phải rời đi. Chứng cứ khảo cổ học về một khu định cư tồn tại ngắn của người Norse được phát hiện tại L'Anse aux Meadows, Newfoundland.
Dựa trên Hiệp ước Tordesillas, Quân chủ Bồ Đào Nha tuyên bố có quyền lãnh thổ tại khu vực mà Giovanni Caboto đi đến vào năm 1497 và 1498. Nhằm mục đích này, vào năm 1499 và 1500, thủy thủ người Bồ Đào Nha tên là João Fernandes Lavrador đi đến khu duyên hải Bắc Đại Tây Dương, dẫn đến sự xuất hiện của "Labrador" trên những bản đổ địa hình trong giai đoạn này. Sau đó, vào năm 1501 và 1502, anh em nhà Corte-Real thám hiểm Newfoundland (Terra Nova) và Labrador, tuyên bố những vùng đất này là bộ phận của Đế quốc Bồ Đào Nha. Năm 1506, Quốc vương Manuel I của Bồ Đào Nha áp thuế đối với hoạt động đánh bắt cá tuyết tại vùng biển Newfoundland. João Álvares Fagundes và Pêro de Barcelos thiết lập các tiền đồn ngư nghiệp tại Newfoundland và Nova Scotia vào khoảng năm 1521; tuy nhiên, sau đó chúng bị bỏ hoang do những nhà thực dân Bồ Đào Nha tập trung những nỗ lực của họ tại Nam Mỹ. Quy mô và tính chất về hoạt động của người Bồ Đào Nha tại Canada đại lục trong thế kỷ 16 vẫn chưa rõ ràng và gây tranh luận.

## Tân Pháp và thuộc địa hóa 1534–1763

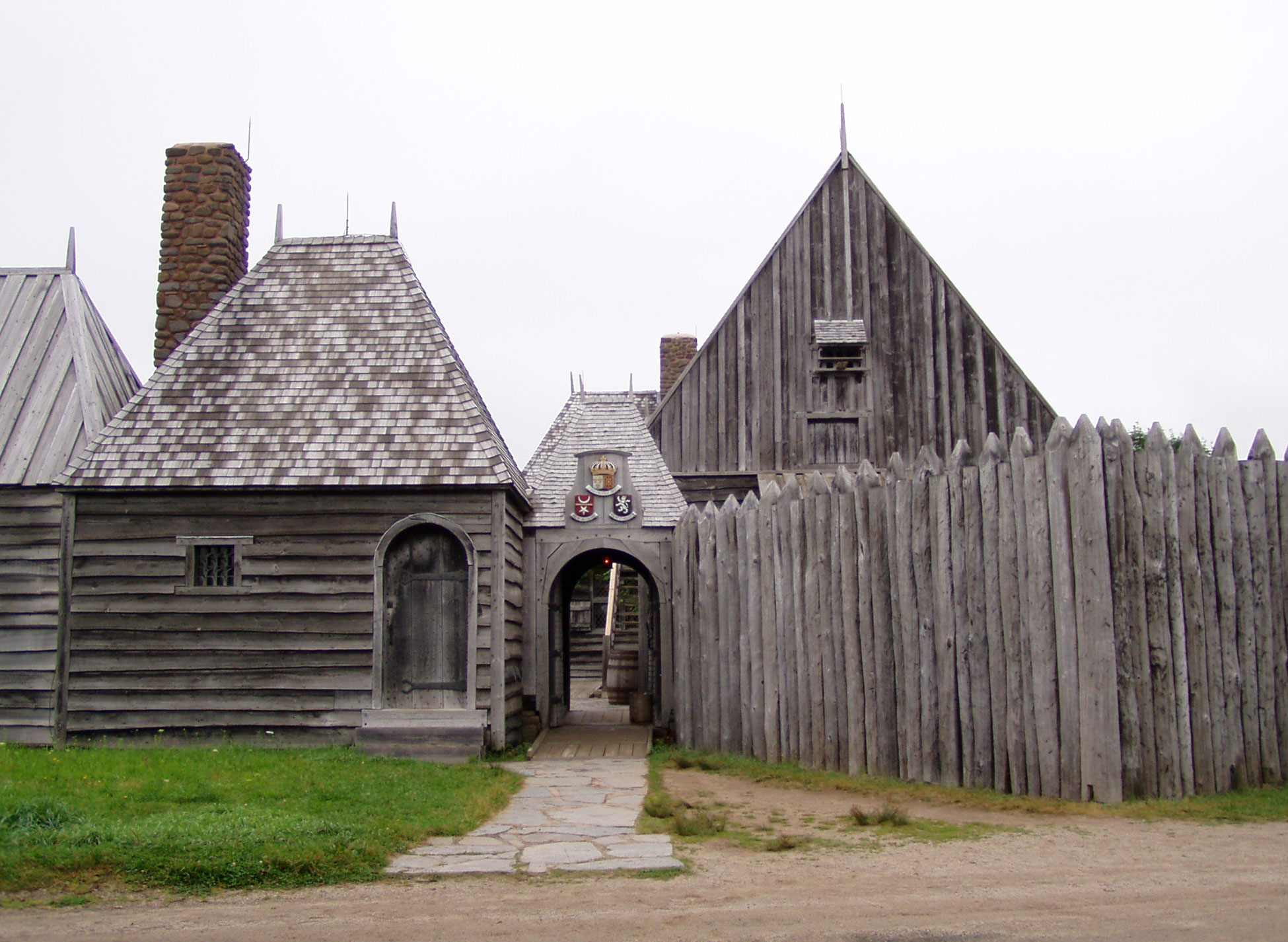
Mô hình nhà ở tại Port Royal, tại Di tích lịch sử quốc gia Port-Royal, Nova Scotia.

Năm 1524, Quốc vương François I của Pháp bảo trợ cho Giovanni da Verrazzano tiến hành chuyến đi theo đường biển đến khu vực giữa Florida và Newfoundland với hy vọng phát hiện một tuyến đường đến Thái Bình Dương. Năm 1534, Jacques Cartier cho đóng một cây Thánh giá tại bán đảo Gaspé và tuyên bố chủ quyền với vùng đất nhân danh François I. Các nỗ lực thuộc địa hóa ban đầu của Cartier tại Charlesbourg-Royal vào năm 1541, của Marquis de La Roche-Mesgouez tại đảo Sable vào năm 1598, và của François Gravé Du Pont tại Tadoussac vào năm 1600 có kết quả thất bại. Bất chấp những thất bại ban đầu này, các đội tàu đánh cá của Pháp bắt đầu đi đến vùng duyên hải Đại Tây Dương và vào trong sông Saint-Laurent, giao dịch và thiết lập liên minh với các dân tộc Trước tiên.
Năm 1604, độc quyền mậu dịch da lông thú tại Bắc Mỹ được trao cho Pierre Dugua Sieur de Monts. Pierre Dugua dẫn đầu đoàn thám hiểm thuộc địa hóa đầu tiên của ông đến một hòn đảo nằm gần cửa sông St. Croix. Trong số những phó thủ của ông ta có một nhà địa lý học tên là Samuel de Champlain, người này lập tức tiến hành một cuộc thám hiểm lớn tại vùng bờ biển Đông Bắc Hoa Kỳ ngày nay. Đến mùa xuân năm 1605, dưới quyền Samuel de Champlain, khu định cư St. Croix mới được chuyển đến Port Royal (Annapolis Royal, Nova Scotia ngày nay).

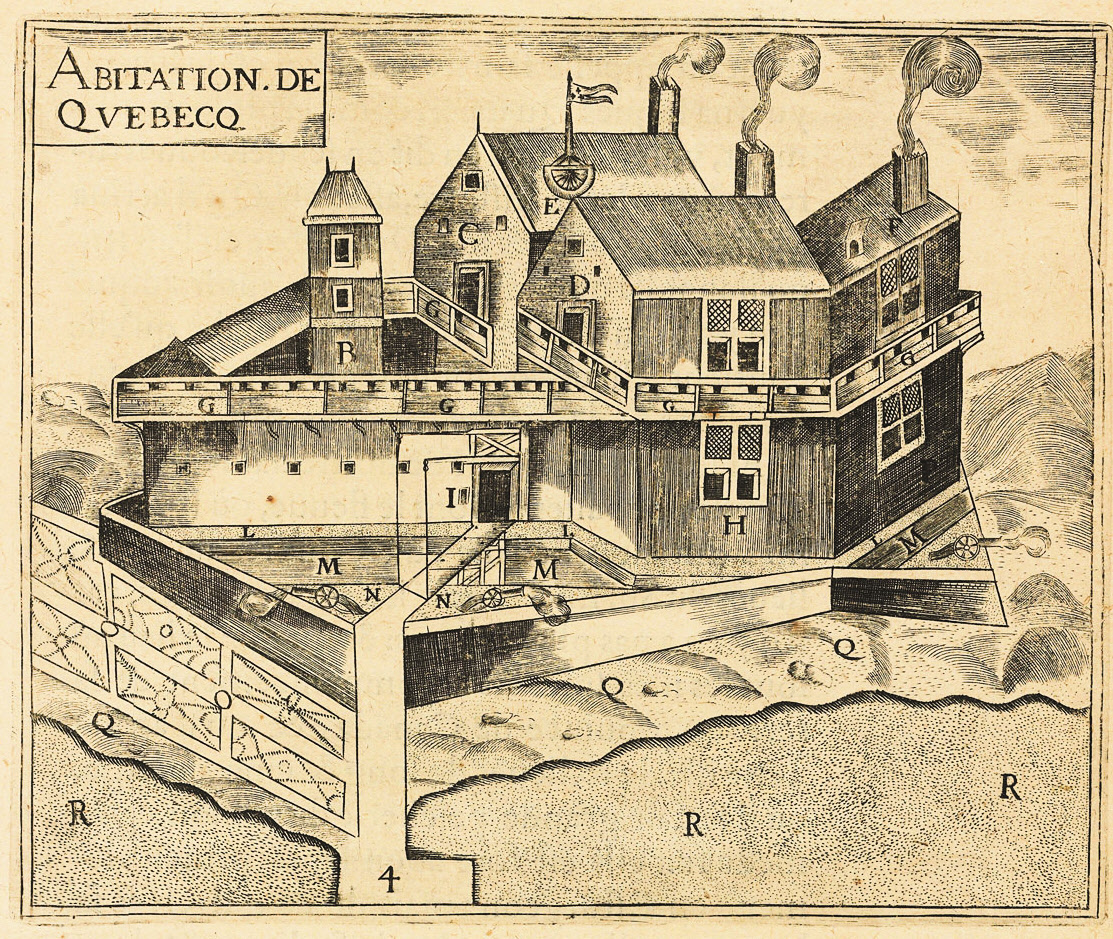
Nơi cư trú tại thành phố Québec của Champlain, khoảng 1608.

Năm 1608, Samuel de Champlain thành lập khu định cư là tiền thân của thành phố Québec ngày nay, trở thành khu định cư vĩnh cửu đầu tiên và là thủ đô của Tân Pháp. Ông nắm giữ quyền quản lý cá nhân đối với thành phố cùng các sự vụ tại đây, và cử các đoàn thám hiểm đi thăm dò vùng nội địa. Samuel de Champlain tự thân thám hiểm hồ Champlain vào năm 1609. Năm 1615, ông đi bằng xuồng ngược dòng sông Ottawa rồi qua hồ Nipissing và vịnh Georgian đến trung tâm lãnh thổ của người Huron gần hồ Simcoe. Trong những hành trình này, Samuel de Champlain viện trợ người Wendat (Huron) trong những trận chiến của họ với Liên minh Iroquois. Kết quả là Iroquois trở thành địch thủ của Pháp và hai bên tham gia vào nhiều xung đột cho kết khi ký kết Đại hòa ước Montréal vào năm 1701.
Năm 1583, người Anh dưới quyền Humphrey Gilbert tuyên bố chủ quyền đối với St. John's, Newfoundland theo đặc quyền vương thất của Nữ vương Elizabeth I, đây là thuộc địa đầu tiên của Anh tại Bắc Mỹ. Trong thời gian trị vì của Quốc vương James VI và I, người Anh thiết lập thêm các thuộc địa tại Cupids và Ferryland, Newfoundland, không lâu sau khi người Anh thiết lập khu định cư vĩnh cửu thành công đầu tiên tại Virginia ở phía nam. Ngày 29 tháng 9 năm 1621, Quốc vương James VI và I cấp một đặc quyền về việc thành lập một thuộc địa Scotland tại Tân Thế giới cho William Alexander. Năm 1622, những người định cư đầu tiên rời Scotland. Ban đầu, họ thất bại và phải đến năm 1629 vào cuối Chiến tranh Anh-Pháp thì các khu định cư Nova Scotia vĩnh cửu mới trở nên vững chắc. Tuy nhiên, theo Hiệp định Suza nhằm kết thúc chiến tranh được ký kết vào năm 1631, Nova Scotia được trả lại cho Pháp. Sau khi ký kết Hiệp định Saint-Germain-en-Laye vào năm 1632, người Pháp khôi phục hoàn toàn quyền lực tại Tân Pháp. Điều này dẫn đến việc có những người Pháp nhập cư mới và thành lập khu định cư vĩnh cửu thứ nhì tại Tân Pháp là Trois-Rivières vào năm 1634.

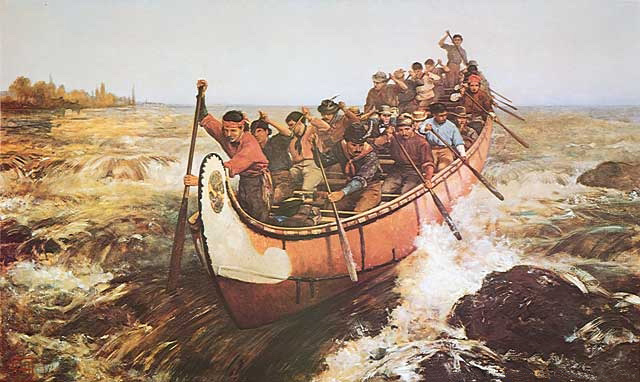
Sau khi thành lập Québec rồi Trois-Rivières, những thương nhân người Âu nhanh chóng tiến theo nhiều sông hồ để giao dịch với dân cư nguyên trú.

Trong giai đoạn này, biên giới nội địa của Tân Pháp cuối cùng bao phủ một khu vực rộng lớn, với một mạng lưới thưa tập trung vào mậu dịch da lông thú, các nhà truyền giáo nỗ lực tiến hành cải đạo, thiết lập và tuyên bố một đế quốc, và các nỗ lực quân sự nhằm bảo vệ và xúc tiến những nỗ lực đó.
Sau khi Samuel de Champlain mất vào năm 1635, Giáo hội Công giáo La Mã và Dòng Tên trở thành thế lực có ảnh hưởng nhất tại Tân Pháp và hy vọng về việc thiết lập một cộng đồng Cơ Đốc giáo utopia của người Âu và người nguyên trú. Năm 1642, Hội Linh mục Xuân Bích bảo trợ cho một nhóm người định cư dưới quyền Paul Chomedey de Maisonneuve, ông thành lập Ville-Marie, tiền thân của Montréal. Năm 1663, quân chủ Pháp nhận lấy quyền kiểm soát trực tiếp các thuộc địa từ Công ty Tân Pháp.
Dưới quyền kiểm soát trực tiếp từ Pháp, tỷ lệ nhập cư đến Tân Pháp vẫn thấp, hầu hết nhân dân là nông dân, và tỷ lệ tăng trưởng dân số trong những người định cư đã rất cao. Số con trung bình của một phụ nữ tại Tân Pháp cao hơn 30% so với phụ nữ tại Pháp. Kết quả điều tra nhân khẩu tại Tân Pháp được tiến hành vào mùa đông 1665–1666 cho thấy có 3.215 người Acadia và habitants (nông dân gốc Pháp) trong những khu vực hành chính của Acadia và Canada. Điều tra cũng cho thấy có khác biệt lớn về giới tính với 2.034 nam và 1.181 nữ.

### Chiến tranh thời thuộc địa

Bản đồ Bắc Mỹ năm 1702 thể hiện những pháo đài, thị trấn và khu vực nằm dưới sự chiếm đóng của người châu Âu. Anh (hồng), Pháp (lam), và Tây Ban Nha (cam)

Đến đầu thập niên 1700, những người định cư Tân Pháp đã xác lập vững chắc dọc bờ sông Saint-Laurent và khu vực Nova Scotia, với dân số khoảng 16.000. Tuy nhiên, do việc nhập cư từ Pháp ngưng lại trong nhiều thập niên liên tiếp, khiến số người Anh và Scotland định cư tại Newfoundland, Nova Scotia, và Mười ba thuộc địa đông hơn nhiều so với dân số người Pháp, xấp xỉ mười lần vào thập niên 1750. Từ 1670, thông qua Công ty Vịnh Hudson, người Anh cũng đưa ra tuyên bố chủ quyền đối với vịnh Hudson và lưu vực của nó (Đất Rupert), thiết lập các trạm mậu dịch và pháo đài mới, trong khi tiếp tục điều hành các khu định cư ngư nghiệp tại Newfoundland. Người Pháp khuếch trương dọc các tuyến xuồng Canada, thách thức tuyên bố chủ quyền của Công ty Vịnh Hudson, và đến năm 1686, Pierre Troyes dẫn một đoàn viễn chinh bằng đường bộ từ Montréal đến bờ vịnh Hudson, họ tìm cách chiếm một số tiền đồn tại đây. Các cuộc viễn chinh của La Salle cho phép Pháp tuyên bố chủ quyền đối với thung lũng sông Mississippi, tại đó những người bẫy thú lấy da lông và một số người định cư thiết lập các pháo đài và khu định cư nằm rải rác.
Mười ba thuộc địa của Anh và Tân Pháp xảy ra bốn cuộc chiến, cộng thêm là hai cuộc chiến tại Acadia và Nova Scotia, từ năm 1689 đến 1763. Trong Chiến tranh Quốc vương William (1689 đến 1697), các xung đột quân sự tại Acadia gồm có: trận Port Royal (1690); một hải chiến trên vịnh Fundy; và Đột kích Chignecto (1696). Hiệp ước Ryswick năm 1697 kết thúc chiến tranh giữa hai thế lực thuộc địa Anh và Pháp trong một thời gian ngắn. Trong Chiến tranh Nữ vương Anne (1702 đến 1713), người Anh xâm chiếm Acadia vào năm 1710, kết quả là Nova Scotia (trừ đảo Cape Breton) chính thức bị nhượng cho Anh theo Hiệp ước Utrecht, ngoài ra Pháp còn nhượng Đất Rupert mà họ chiếm được từ cuối thế kỷ 17 cho Anh. Sau thất bại này, Pháp cho dựng pháo đài Louisbourg kiên cường trên đảo Cape Breton.

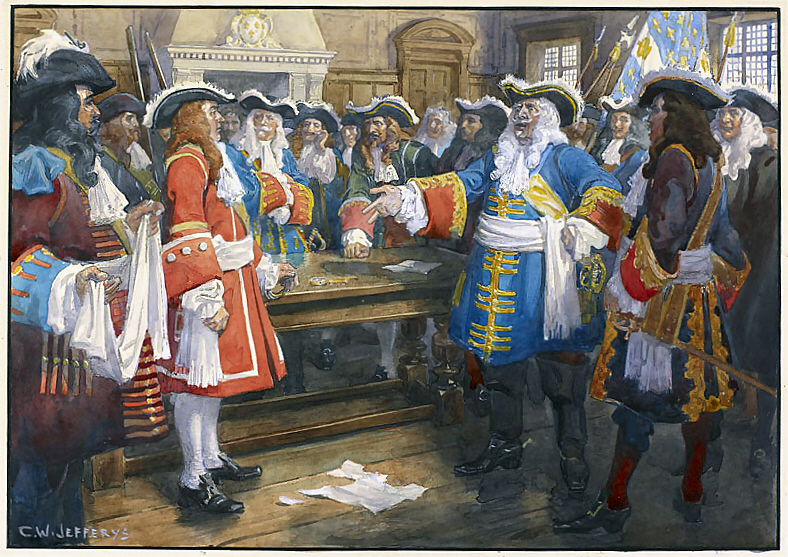
Thống đốc Tân Pháp là Bá tước Louis de Buade xứ Frontenac khước từ yêu cầu được đầu hàng của Anh trong trận Québec năm 1690.

Pháo đài Louisbourg được dự định đóng vai trò là một căn cứ quân sự và hải quân quanh năm cho lãnh thổ còn lại của Pháp tại Bắc Mỹ và bảo vệ lối vào sông Saint-Laurent. Chiến tranh Cha Rale khiến cho Tân Pháp bị mất ảnh hưởng tại Maine ngày nay. Trong Chiến tranh Quốc vương George (1744 đến 1748), một quân đội của người New England dưới quyền William Pepperrell đem 90 thuyền và 4.000 binh sĩ chống pháo đài Louisbourg vào năm 1745. Quân Pháp tại pháo đài Louisbourg đầu hàng trong vòng ba tháng. Người Pháp tái kiểm soát pháo đài Louisbourg theo hòa ước được người Anh thúc đẩy nhằm hình thành Halifax vào năm 1749. Hai đế quốc Anh và Pháp chính thức đình chiến theo Hiệp ước Aix-la-Chapelle; song xung đột tại Acadia và Nova Scotia tiếp tục với Chiến tranh Cha Le Loutre.
Trong Chiến tranh với Pháp và người Da đỏ (1754–1763), Anh ra lệnh trục xuất người Acadia khỏi đất đai của họ vào năm 1755, sự kiện được gọi là le Grand Dérangement trong tiếng Pháp. Hành động trục xuất dẫn đến khoảng 12.000 người Acadia bị chở bằng thuyền đến những địa điểm trên khắp Bắc Mỹ thuộc Anh và đến Pháp, Québec, và thuộc địa Saint-Domingue của Pháp tại Caribe. Làn sóng đầu tiên nhằm trục xuất người Acadia bắt đầu với chiến dịch vịnh Fundy (1755) và làn sóng thứ nhì bắt đầu sau khi kết thúc cuộc bao vây pháo đài Louisbourg (1758). Nhiều người Acadia định cư tại miền nam Louisiana, hình thành văn hóa Cajun tại đó. Anh lần lượt giành quyền kiểm soát thành phố Québec và Montréal vào năm 1759 và năm 1760.

## Anh Quốc cai trị (1763–1867)

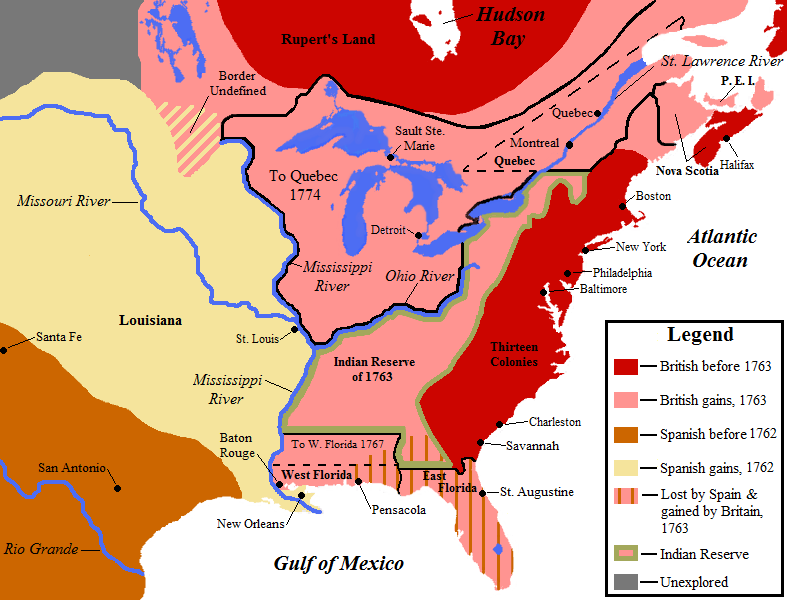
Bản đồ thể hiện sự giành được lãnh thổ của Anh sau "Chiến tranh Bảy năm". Hiệp ước Paris có màu hồng, và Tây Ban Nha giành được lãnh thổ sau Hiệp ước Fontainebleau màu vàng.

Với việc kết thúc Chiến tranh Bảy năm và ký kết Hiệp định Paris (1763), Pháp nhượng hầu như toàn bộ lãnh thổ của mình tại Bắc Mỹ đại lục, ngoại trừ quyền ngư nghiệp ngoài khơi Newfoundland và hai đảo nhỏ làm nơi phơi sấy cá cho khô. Đổi lại, Pháp được nhận lại thuộc địa sản xuất đường là Guadeloupe, đương thời là nơi được xem như có giá trị hơn Canada.
Những người thống trị mới là Anh Quốc duy trì và bảo hộ hầu hết tài sản, tôn giáo, chính trị, và văn hóa xã hội của habitants Pháp ngữ, đảm bảo quyền của Canadiens được thực hành đức tin Công giáo và được sử dụng luật dân sự Pháp thông qua Đạo luật Quebec năm 1774. George III của Anh ban bố Tuyên ngôn Hoàng gia 1763 sau khi Anh Quốc thu được lãnh thổ của Pháp. Tuyên ngôn thiết lập đế quốc Bắc Mỹ mới của Anh và ổn định hóa những quan hệ giữa chính quyền quân chủ Anh Quốc và nhân dân nguyên trú thông qua pháp quy về mậu dịch, định cư, và mua đất tại biên giới miền tây.

### Cách mạng Mỹ và những người Trung thành

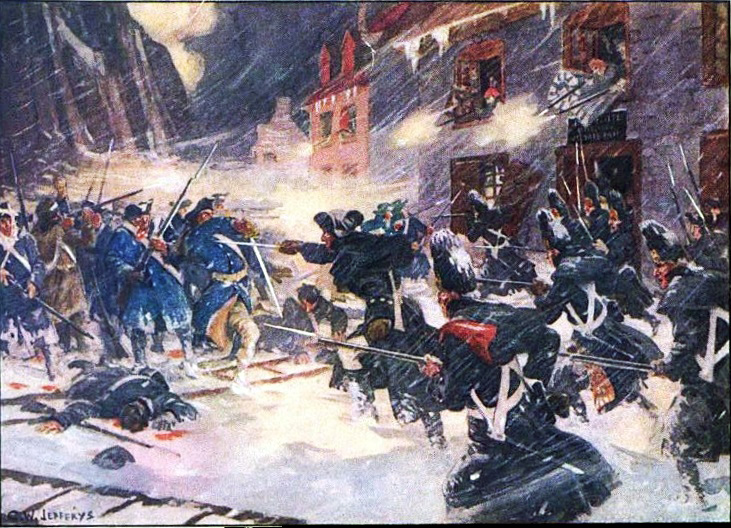
Binh lính Anh và dân quân Canada đã đẩy lùi một cột quân Mỹ trong Trận Quebec

Trong Cách mạng Mỹ, người Acadia và New England tại Nova Scotia phần nào đồng tình với đại nghiệp Mỹ. Không bên nào tham gia quân nổi dậy, song có vài trăm cá nhân gia nhập đại nghiệp cách mạng. Năm 1775, Lục quân Lục địa tiến hành một cuộc xâm chiếm Canada, một mục tiêu là nhằm đưa Quebec ra khỏi quyền kiểm soát của người Anh, song bị quân Anh chặn lại trong trận Quebec với sự trợ giúp của dân quân địa phương. Thất bại của quân Anh trong Cuộc vây hãm Yorktown vào tháng 10 năm 1781 đánh dấu kết thúc cuộc chiến đấu của người Anh nhằm đàn áp Cách mạng Mỹ.

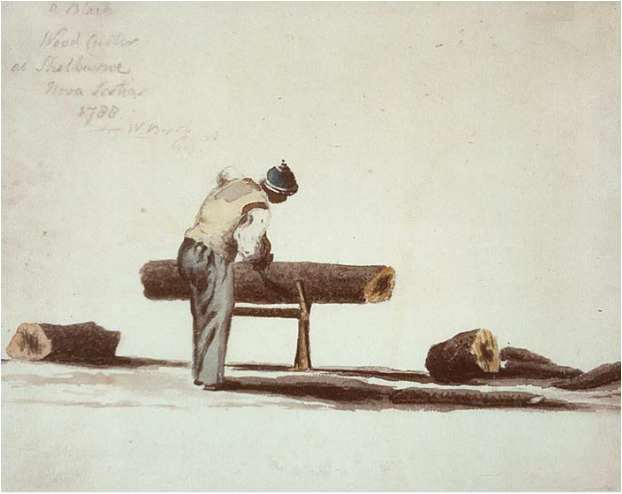
Một người thợ cắt gỗ Black Loyalist ở Shelburne, Nova Scotia vào năm 1788. Sau Chiến tranh Cách mạng Hoa Kỳ, các thuộc địa còn lại của Anh Bắc Mỹ đã chứng kiến một làn sóng người di cư trung thành.

Khi người Anh triệt thoái khỏi thành phố New York vào năm 1783, họ đưa nhiều người Trung thành đến Nova Scotia, trong khi những người Trung thành khác đến miền tây nam Quebec. Do có nhiều người Trung thành đến bên bờ sông St. John, một thuộc địa riêng biệt là New Brunswick được tạo thành vào năm 1784; đến năm 1791 thì Quebec được phân chia thành Hạ Canada chủ yếu Pháp ngữ dọc theo sông St. Lawrence và bán đảo Gaspé và thành Thượng Canada của những người Trung thành Anh ngữ với thủ đô được định tại York (nay là Toronto) vào năm 1796. Sau năm 1790, hầu hết những người định cư mới là các nông dân Hoa Kỳ tìm kiếm những vùng đất mới; mặc dù những người này thường tán thành chủ nghĩa cộng hòa, song họ tương đối phi chính trị và giữ trung lập trong Chiến tranh năm 1812.
Hiệp định Paris 1783 chính thức kết thúc chiến tranh, Anh tiến hành một số nhượng bộ về lãnh thổ cho Hoa Kỳ. Đáng chú ý là biên giới Canada-Hoa Kỳ được chính thức phân định; toàn bộ lãnh thổ phía nam của Ngũ Đại Hồ, nguyên là bộ phận của tỉnh Quebec, được nhượng cho Hoa Kỳ. Hoa Kỳ được trao quyền ngư nghiệp trong vịnh St. Lawrence và ở vùng bờ biển Newfoundland và Grand Banks. Anh Quốc bác bỏ một phần của hiệp định và duy trì các tiền đồn quân sự của họ tại những khu vực đã nhượng cho Hoa Kỳ, và họ tiếp tục tiếp tế đạn dược cho những đồng minh thổ dân của mình. Anh Quốc triệt thoái khỏi các tiền đồn theo Hiệp định Jay năm 1795, song tiếp tục tiếp tế đạn dược khiến Hoa Kỳ tức giận.

### Chiến tranh 1812

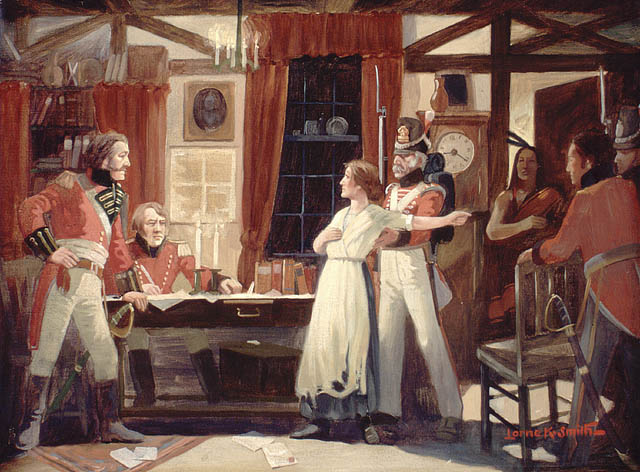
Tranh mô tả nhân vật Trung thành Laura Secord cảnh báo quân Anh và thổ dân về cuộc tấn công Beaver Dams sắp diễn ra, tháng 6 năm 1813.

Chiến tranh năm 1812 diễn ra giữa Hoa Kỳ và Anh Quốc, trong đó các thuộc địa Bắc Mỹ thuộc Anh tham gia ở mức độ lớn. Do Hải quân Hoàng gia Anh vượt trội về hỏa lực, các kế hoạch chiến tranh của Hoa Kỳ tập trung vào một cuộc xâm chiếm Canada (đặc biệt là miền đông và tây nam Ontario hiện nay). Các bang biên giới của Hoa Kỳ ủng hộ chiến tranh nhằm ngăn chặn những vụ đột kích của những dân tộc Trước tiên vốn khiến cho những người định cư tại biên giới thoái trí. Mục tiêu khác có thể sáp nhập Canada. Chiến tranh biên giới với Hoa Kỳ có đặc điểm là một loạt những vụ xâm chiếm thất bại và thảm bại của hai phía. Lực lượng Hoa Kỳ nằm quyền kiểm soát hồ Erie vào năm 1813, đẩy quân Anh khỏi miền tây Ontario, giết thủ lĩnh Da đỏ Tecumseh, và phá vỡ thực lực quân sự của liên minh Tecumseh. Người giám sát bên phía Anh là các sĩ quan như Isaac Brock và Charles de Salaberry, họ nhận được hỗ trợ của các dân tộc Trước tiên và những người đưa tin trung thanh, nổi tiếng nhất là Laura Secord.
Chiến tranh kết thúc bằng Hiệp định Ghent năm 1814, và Hiệp định Rush–Bagot năm 1817. Một kết quả nhân khẩu học là người Mỹ di trú chuyển từ Thượng Canada đến Ohio, Indiana và Michigan. Sau chiến tranh, những người ủng hộ Anh Quốc nỗ lực nhằm đàn áp chủ nghĩa cộng hòa tại Canada, vốn phổ biến trong những người Mỹ nhập cư đến Canada. Ký ức bất an về chiến tranh và những vụ Hoa Kỳ xâm chiếm khắc vào tâm trí của người Canada, khiến họ không tin vào ý định của Hoa Kỳ đối với sự hiện diện của Anh Quốc tại Bắc Mỹ.pp. 254–255

### Nổi dậy và Báo cáo Durham

Các nhà lãnh đạo của Phong trào yêu nước và các tín đồ của họ trong Hội nghị của sáu quận vào năm 1837.

Các cuộc nổi dậy 1837 nhằm chống lại chính phủ thực dân Anh Quốc diễn ra tại cả Thượng và Hạ Canada. Tại Thượng Canada, một nhóm người Cải cách dưới sự lãnh đạo của William Lyon Mackenzie tiến hành một loạt cuộc chạm trán quanh Toronto, London, và Hamilton, song cuối cùng thất bại. Tại Hạ Canada, hoạt động nổi dậy chống thực dân Anh nhiều hơn đáng kể, với những phiến quân người Canada gốc Anh cũng như gốc Pháp, đôi khi sử dụng những căn cứ lại Hoa Kỳ trung lập, có một số vụ giao tranh với nhà cầm quyền. Các thị trấn Chambly và Sorel rơi vào tay phiến quân, và thành phố Québec bị cô lập với phần còn lại của thuộc địa. Lãnh đạo nổi dậy tại khu vực Montréal là Robert Nelson đọc "Tuyên ngôn Độc lập Hạ Canada" trước quần chúng tập hợp tại thị trấn Napierville vào năm 1838. Cuộc nổi dậy của phong trào ái quốc bị đánh bại sau các trận chiến tại Québec. Hàng trăm người bị bắt giữ, và một số làng bị đốt cháy nhằm trả thù.
Chính phủ Anh Quốc phái Bá tước John Lambton xứ Durham đi khảo sát tình hình; ông ở Canada năm tháng rồi trở về Anh Quốc và mang theo Báo cáo Durham, trong đó khuyến khích mạnh mẽ về chính phủ trách nhiệm. Một đề nghị ít được hoan nghênh là hợp nhất Thượng và Hạ Canada nhằm đồng hóa có chủ đích dân cư Pháp ngữ. Hai thuộc địa hợp nhất thành tỉnh Liên hiệp Canada theo Đạo luật Liên hiệp năm 1840, và đạt được chính phủ trách nhiệm vào năm 1848, một vài tháng sau Nova Scotia. Một đám đông Bảo thủ phóng hỏa Quốc hội của Canada tại Montréal vào năm 1849 sau khi Quốc hội thông qua một dự luật bồi thường cho nhân dân chịu tổn thất trong cuộc nổi dậy tại Hạ Canada.

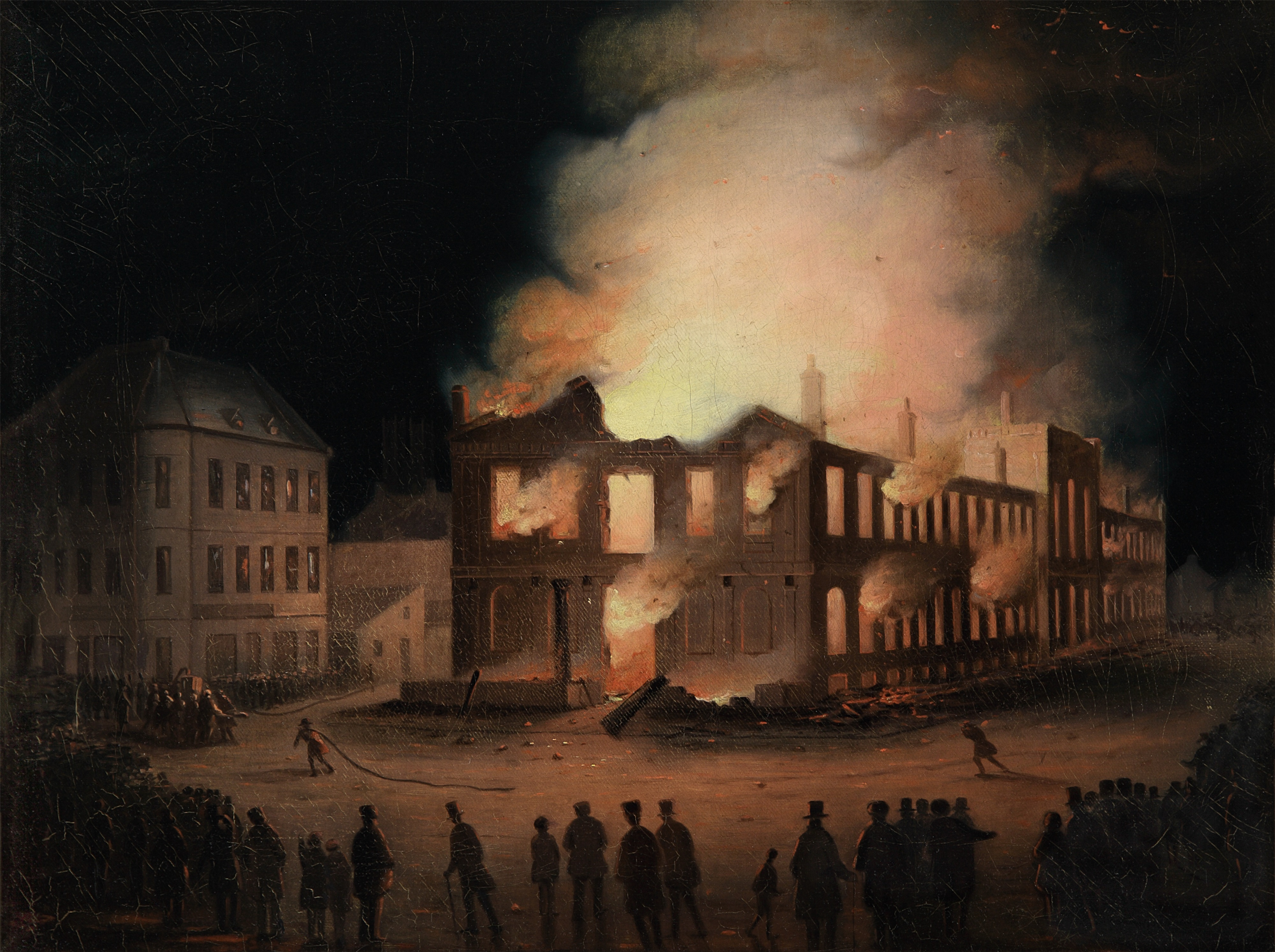
Vụ đốt Tòa nhà Quốc hội ở Montreal năm 1849. Tranh của Joseph Légaré, c. 1849.

Từ Các cuộc chiến tranh của Napoléon đến năm 1850, có khoảng 800.000 người nhập cư đến các thuộc địa của Anh Quốc tại Bắc Mỹ, chủ yếu là từ quần đảo Anh. Họ gồm có những người Scot vùng cao nói tiếng Gael do bị cưỡng ép di dời nên đến Nova Scotia, những người Scotland và người Anh đến Canada, chủ yếu là Thượng Canada. Nạn đói Ireland thập niên 1840 làm gia tăng đáng kể tốc độ nhập cư của người Ireland theo Công giáo đến Bắc Mỹ thuộc Anh, với trên 35.000 người Ireland khốn cùng đổ bộ lên Toronto chỉ trong năm 1847 và 1848.

### Các thuộc địa Thái Bình Dương

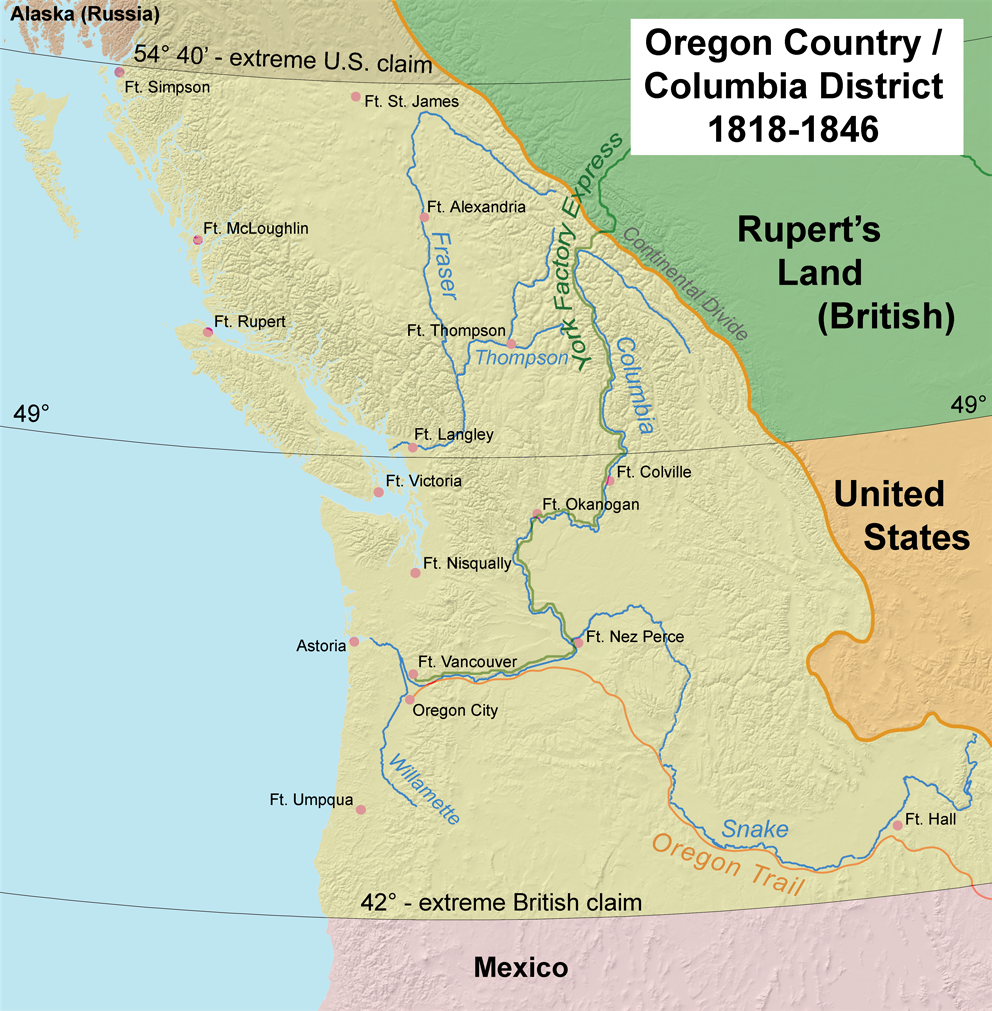
Bản đồ Khu vực Columbia, cũng được gọi là Xứ Oregon.

Những nhà thám hiểm người Tây Ban Nha là những người châu Âu đầu tiên thám hiểm duyên hải Tây Bắc Thái Bình Dương, với những hành trình của Juan José Pérez Hernández vào năm 1774 và 1775. Vào thời điểm người Tây Ban Nha quyết tâm xây một pháo đài trên đảo Vancouver, nhà hàng hải người Anh James Cook đã đến Nootka Sound và lập hải đồ vùng bờ biển xa đến Alaska. Trong khi đó, những thương nhân da lông thú hàng hải người Anh và Mỹ bắt đầu một thời đại bận rộn trong giao dịch với các dân tộc duyên hải nhằm đáp ứng thị trường da rái cá biển phát đạt tại Trung Quốc, do đó khởi đầu cho điều được gọi là "Mậu dịch Trung Quốc".
Năm 1789, giữa Anh Quốc và Tây Ban Nha xảy ra hăm dọa chiến tranh giành quyền lợi; Khủng hoảng Nootka được giải quyết về cơ bản là hòa bình theo hướng có lợi cho Anh Quốc với thực lực hải quân mạnh hơn rất nhiều. Năm 1793, một người Canada làm việc cho Công ty North West tên là Alexander MacKenzie vượt qua lục địa, đến được cửa của sông Bella Coola, hoàn thành chuyến vượt lục địa đầu tiên ở phía bắc Mexico, sau chuyến thám hiểm lập hải đồ của George Vancouver đến khu vực chỉ một vài tuần. Năm 1821, Công ty North West và Công ty Vịnh Hudson hợp nhất, có một lãnh thổ mậu dịch kết hợp được mở rộng theo một giấy phép đối với các khu vực da lông Tây-Bắc, Columbia, New Caledonia, vươn tới Bắc Băng Dương ở phía bắc và Thái Bình Dương ở phía tây.
Thuộc địa Đảo Vancouver được cấp quyền vào năm 1849, với thủ đô là trạm mậu dịch tại Fort Victoria. Tiếp theo đó là việc hình thành Thuộc địa Quần đảo Queen Charlotte vào năm 1853, tạo thành Thuộc địa British Columbia vào năm 1858 và Lãnh thổ Stikine vào năm 1861, ba lãnh thổ này được hình thành chỉ nhằm bảo vệ chúng khỏi bị những người đào vàng người Mỹ tràn ngập và sáp nhập. Đến năm 1853, Thuộc địa Quần đảo Queen Charlotte và hầu hết Lãnh thổ Stikine được hợp nhất vào Thuộc địa British Columbia (phần còn lại ở phía bắc vĩ tuyến 60°B trở thành bộ phận của Lãnh thổ Tây-Bắc).

## Liên minh

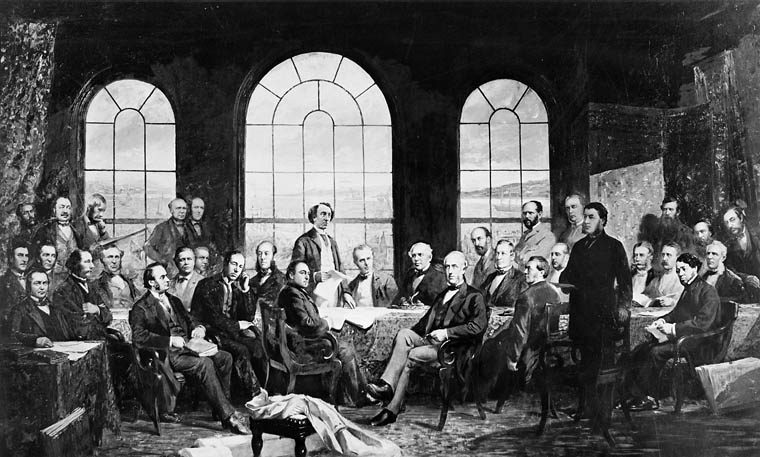
1885 bức ảnh của Robert Harris ' bức tranh năm 1884,' 'Hội nghị tại Quebec năm 1864' '. Bối cảnh là sự kết hợp của các địa điểm hội nghị Charlottetown và Thành phố Quebec và những người tham dự, Cha của Liên bang.

72 quyết nghị từ Hội nghị Quebec và Hội nghị Charlottetown năm 1864 đặt khuôn khổ cho việc thống nhất các thuộc địa của Anh Quốc tại Bắc Mỹ thành một liên bang. Các quyết nghị này là nền tảng cho Hội nghị London năm 1866, vốn dẫn đến việc hình thành Quốc gia tự trị Canada vào ngày 1 tháng 7 năm 1867. Thuật ngữ dominion được lựa chọn nhằm biểu thị tình trạng của Canada là một thuộc địa tự trị của Đế quốc Anh, đây là lần đầu tiên nó được sử dụng trong một quốc hiệu. Khi Đạo luật Bắc Mỹ thuộc Anh năm 1867 có hiệu lực, Canada, New Brunswick, và Nova Scotia trở thành một vương quốc liên hợp.
Liên bang hình thành từ nhiều nguyên nhân: Anh Quốc muốn Canada tự phòng thủ; khu vực Hàng hải cần liên kết đường sắt; chủ nghĩa dân tộc Canada Anh mưu cầu thống nhất các vùng đất thành một quốc gia, nơi mà tiếng Anh và văn hóa Anh chiếm ưu thế; nhiều người Canada gốc Pháp nhận thấy cơ hội phát huy quyền kiểm soát chính trị trong một Québec mới chủ yếu Pháp ngữpp. 323–324 và lo sợ về khả năng Hoa Kỳ khuếch trương về phía bắc. Trên một cấp độ chính trị, có mong muốn về mở rộng chính phủ trách nhiệm và loại trừ bế tắc lập pháp giữa Thượng và Hạ Canada, và thay thế bằng những nghị viện cấp tỉnh trong một liên bang. Phong trào Cải cách tự do tại Thượng Canada và Parti rouge gốc Pháp tại Hạ Canada đặc biệt xúc tiến việc này, họ ủng hộ một liên bang phi tập trung hóa; trong khi đó đảng Bảo thủ Thượng Canada và ở một mức độ nhất định là Parti bleu tại Hạ Canada ủng hộ một liên bang tập trung hóa.

### Canada hậu liên minh 1867–1914

#### Biến thiên lãnh thổ của Canada
Năm 1866, Thuộc địa British Columbia và Thuộc địa Đảo Vancouver hợp nhất thành Thuộc địa British Columbia, tồn tại cho đến khi gia nhập Liên bang Canada vào năm 1871. Thuộc địa Hàng hải Đảo Hoàng tử Edward lựa chọn không gia nhập liên bang vào năm 1867, song đến năm 1873 thì sáp nhập với Canada. Cũng trong năm 1873, Thủ tướng Canada John A. Macdonald cho thành lập Kị cảnh Tây-Bắc (nay là Kị cảnh Hoàng gia Canada) nhằm giúp giữ trật tự Các Lãnh thổ Tây Bắc. Nhiệm vụ cụ thể của kị cảnh là khẳng định chủ quyền của Canada trước sự xâm phạm tiềm năng từ Hoa Kỳ vào khu vực có dân cư thưa thớt.

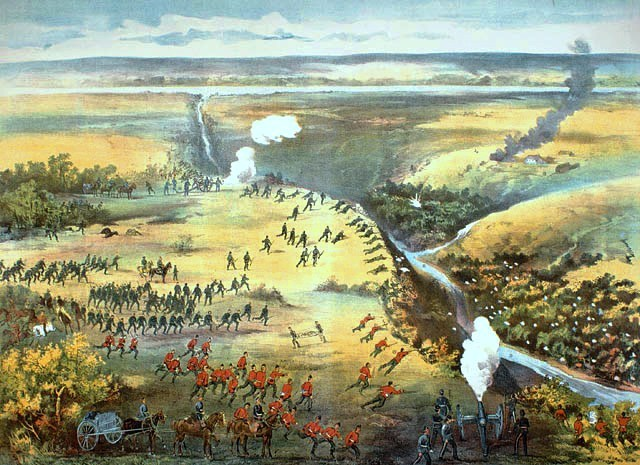
Trận Fish Creek là một chiến thắng của Métis trước Dân quân Canada trong Cuộc nổi dậy Tây Bắc

Nhiệm vụ quy mô lớn đầu tiên của Kị cảnh là đàn áp phong trào độc lập lần thứ nhì của người lai da trắng-da đỏ Métis tại Manitoba, là dân tộc có nguồn gốc từ giữa thế kỷ 17. Khát vọng độc lập nổ ra trong Nổi dậy sông Red vào năm 1869 và sau đó là Nổi dậy Tây-Bắc vào năm 1885 dưới quyền Louis Riel. Năm 1905, khi Saskatchewan và Alberta được nhận vào liên bang với vị thế là tỉnh, các lãnh thổ này phát triển nhanh chóng nhờ canh tác lúa mì, thu hút người nhập cư Ukraina và Bắc-Trung Âu cũng như từ Hoa Kỳ, Anh Quốc và miền Đông Canada đến các bình nguyên.
Tranh chấp biên giới với Alaska căng thẳng kể từ Thương vụ Alaska vào năm 1867, đạt đến đỉnh điểm khi vàng được phát hiện tại Yukon vào cuối thập niên 1890, với việc Hoa Kỳ kiểm soát toàn bộ các cảng có thể tiếp cận. Canada cho rằng biên giới của họ gồm cả cảng Skagway. Tranh chấp được giải quyết vào năm 1903, song phái đoàn Anh Quốc đứng về phía Hoa Kỳ, khiến người Canada tức giận do cảm thấy bị người Anh phản bội lợi ích của Canada để bợ đỡ Hoa Kỳ.

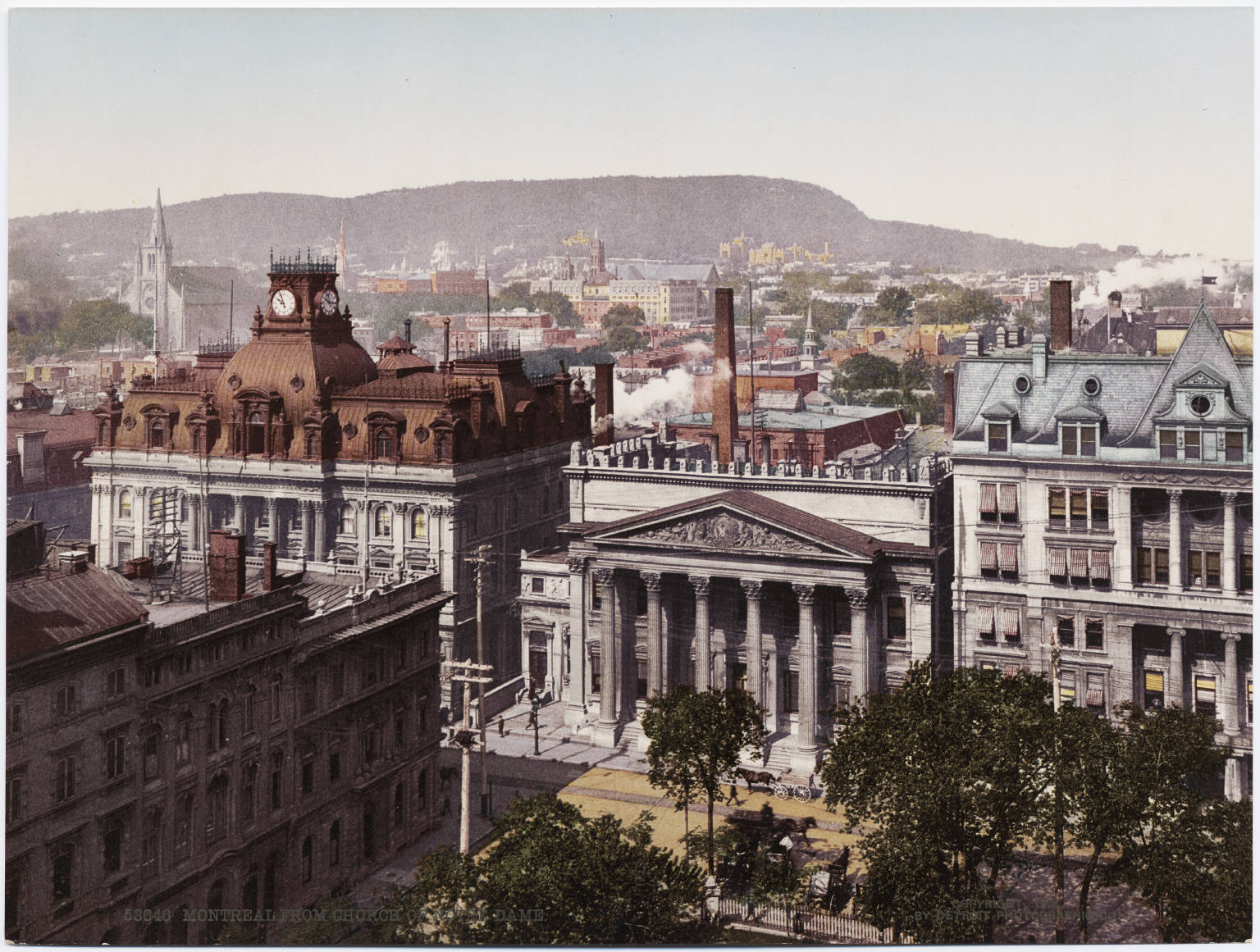
Một tấm bưu thiếp photochrome hiển thị trung tâm thành phố Montreal, c. 1910. Dân số Canada trở nên đô thị hóa trong thế kỷ 20.

Năm 1893, các chuyên gia pháp lý soạn thảo một khuôn khổ cho luật dân sự và hình sự, đỉnh điểm là luật hình sự Canada. Hành động này củng cố quan điểm tự do về "bình đẳng trước pháp luật" theo cách tạo một nguyên tắc trừu tượng cho mỗi hiện thực hữu hình cho mọi người Canada trưởng thành. Thủ tướng thứ bảy của Canada là Wilfrid Laurier (nhiệm kỳ 1896–1911) nhận thấy Canada ở trên bờ để trở thành một cường quốc thế giới, và tuyên bố rằng thế kỷ 20 sẽ "thuộc về Canada" Wilfrid Laurier ký kết một hiệp định hỗ huệ với Hoa Kỳ, theo đó hai bên sẽ giảm thuế quan cho nhau. Đảng Bảo thủ dưới sự lãnh đạo của Robert Borden phản đối hiệp định, nói rằng nó sẽ tích hợp kinh tế Canada vào kinh tế Hoa Kỳ và khiến các quan hệ với Anh Quốc trở nên lỏng lẻo. Đảng Bảo thủ thắng cử trong tuyển cử liên bang năm 1911.

## Giai đoạn 1914–1945

### Chiến tranh thế giới thứ nhất

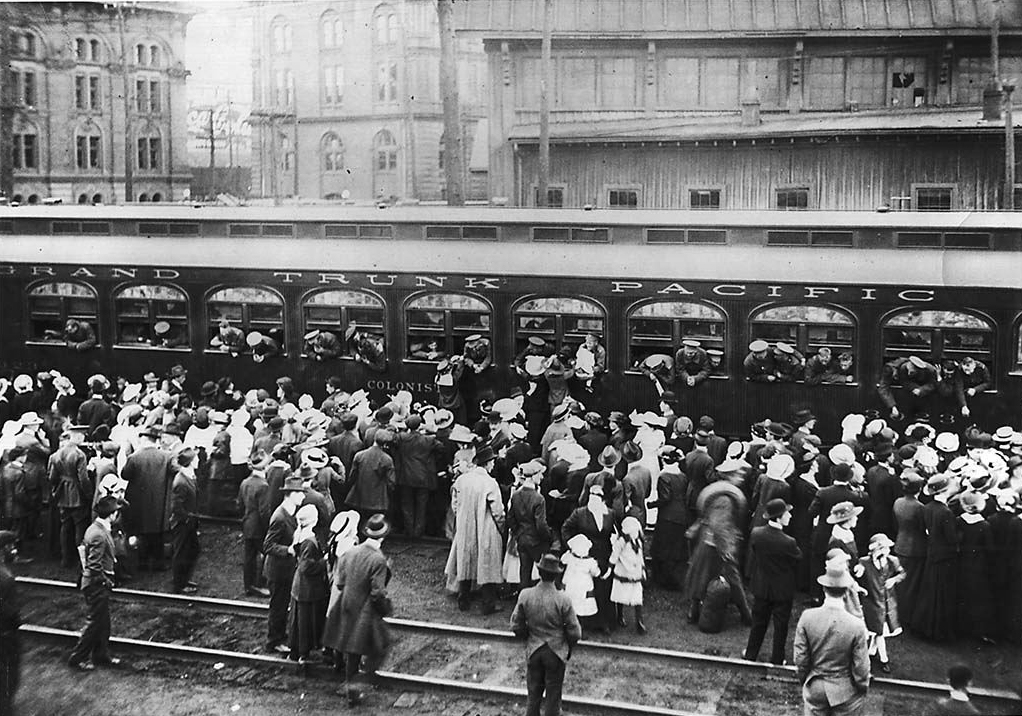
Một chuyến tàu chở đầy binh sĩ khởi hành từ ga Union của Toronto ngay sau khi Chiến tranh thế giới thứ nhất bắt đầu vào năm 1914

Việc quân đội và thường dân Canada tham gia Chiến tranh thế giới thứ nhất giúp bồi dưỡng một ý tức quốc gia Canada-Anh. Những thành tựu quân sự lớn của Canada trong Chiến tranh thế giới thứ nhất là trong các trận chiến Somme, Vimy, Passchendaele và một hành động quân sự mà sau được gọi là "Một trăm ngày của Canada". Danh tiếng mà binh sĩ Canada đạt được, cùng với thành công của các phi công xuất sắc người Canada gồm William George Barker và Billy Bishop, giúp đem đến cho quốc gia một ý thức mới về bản sắc. Năm 1922, Bộ Chiến tranh Anh Quốc báo cáo Canada có khoảng 67.000 người thiệt mạng và 173.000 người bị thương trong đại chiến. Số liệu này không bao gồm những thường dân thiệt mạng trong các sự kiện thời chiến như Vụ nổ Halifax.
Sự hỗ trợ của Canada cho Anh Quốc trong Chiến tranh thế giới thứ nhất dẫn đến một cuộc khủng hoảng chính trị lớn xung quanh chế độ cưỡng bách tòng quân, khi dân cư Pháp ngữ, chủ yếu là từ Québec, cự tuyệt các chính sách quốc gia. Trong cuộc khủng hoảng, một số lượng lớn ngoại kiều từ phía đối địch (đặc biệt là người Ukraina và người Đức) bị đặt dưới quyền kiểm soát của chính phủ. Đảng Tự do phân hóa sâu sắc, hầu hết các lãnh đạo Anh ngữ của đảng này gia nhập chính phủ thống nhất của Thủ tướng Robert Borden- lãnh đạo của đảng Bảo thủ. Đảng Tự do giành lại ảnh hưởng sau chiến tranh dưới sự lãnh đạo của William Lyon Mackenzie King, ông đảm nhiệm chức vụ thủ tướng trong ba nhiệm kỳ riêng biệt từ giữa năm 1921 và 1949.

### Quyền bầu cử của phụ nữ

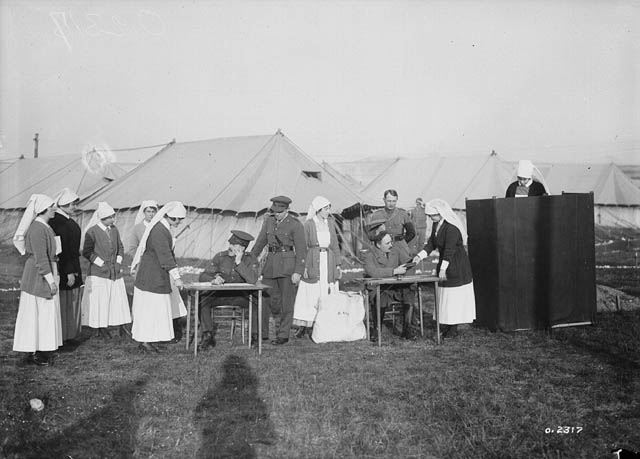
Ngày 20 tháng 9 năm 1917, phụ nữ giành được quyền bầu cử hạn chế. Những nữ tu sĩ điều dưỡng tại bệnh viện Canada tại Pháp trong Chiến tranh thế giới thứ nhất nằm trong số những phụ nữ đầu tiên bỏ phiếu trong một cuộc tổng tuyển cử.

Phụ nữ có quyền bỏ phiếu tại một số tỉnh, như tại miền Tây tỉnh Canada (nay là Ontario) từ năm 1850, tại đây phụ nữ sở hữu đất có thể bầu ban giám hiệu trường học. Đến khoảng năm 1900, các tỉnh khác áp dụng các quy định tương tự, và đến năm 1916 Manitoba đi đầu trong việc mở rộng đầy đủ quyền bỏ phiếu của phụ nữ. Đồng thời, những người tán thành trao quyền tuyển cử cho nữ giới cũng mạnh mẽ ủng hộ phong trào cấm rượu, đặc biệt là tại Ontario và các tỉnh miền Tây. Đạo luật người bầu cử quân sự năm 1917 trao quyền bầu cử cho nữ giới là góa phụ chiến tranh hoặc có con trai hoặc chồng phục vụ tại hải ngoại. Thủ tướng Robert Borden đích thân cam kết trong chiến dịch bầu cử năm 1917 về quyền tuyển cử bình đẳng cho nữ giới. Sau khi giành thắng lợi, Robert Borden trình một dự luật vào năm 1918 nhằm mở rộng quyền tuyển cử cho nữ giới. Dự luật được thông qua một cách đồng thuận, song không áp dụng cho tuyển cử cấp tỉnh tại Québec và bầu cử cấp đô thị. Nữ giới tại Québec giành được quyền tuyển cử đầy đủ vào năm 1940.

### Những năm 1920

#### Trên sân khấu thế giới

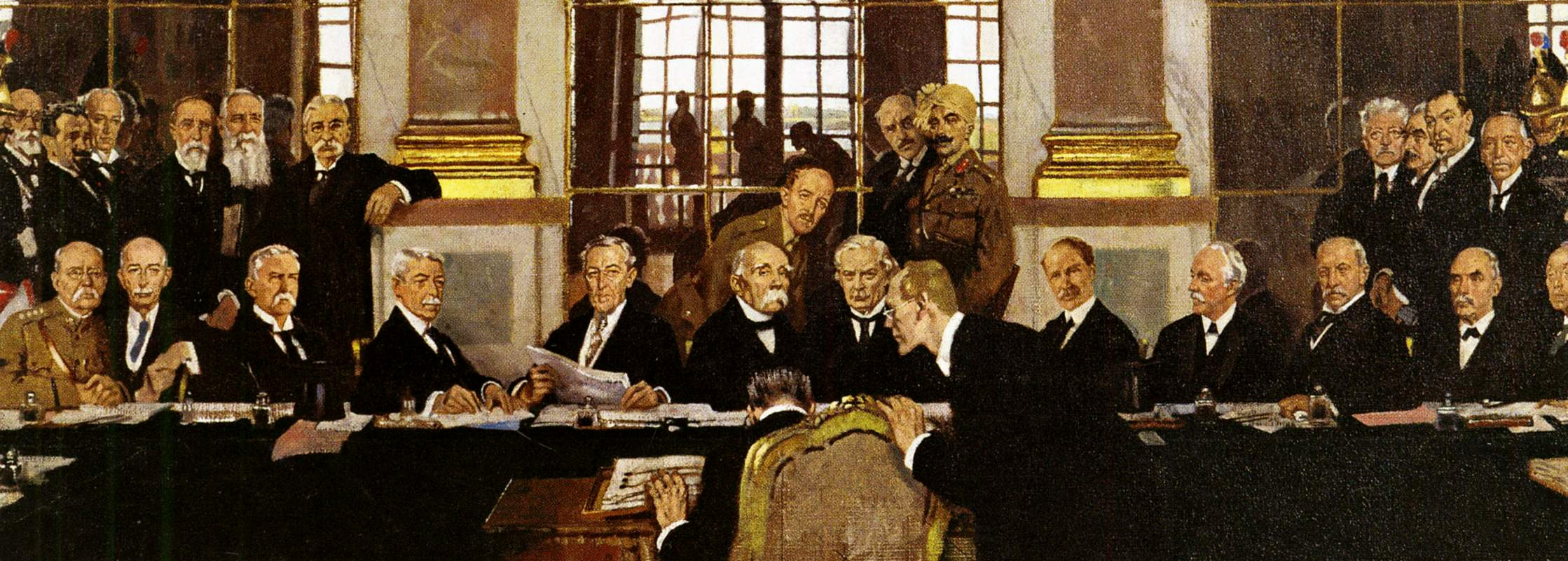
Đại biểu Đức được miêu tả là người ký kết các hiệp ước hòa bình tại Hội nghị Hòa bình Paris, được bao quanh bởi các đại biểu Đồng minh. Đại biểu Canada, George Foster có thể nhìn thấy ở hàng sau (thứ tư từ bên trái)

Nhờ đóng góp cho chiến thắng của Đồng Minh trong Chiến tranh thế giới thứ nhất, Canada trở nên quyết đoán hơn và bớt cung kính quyền uy của Anh Quốc. Cho rằng Canada chứng minh được bản thân trên chiến trường châu Âu, Thủ tướng Robert Borden yêu cầu rằng Canada phải có một ghế riêng tại Hội nghị hòa bình Paris năm 1919. Ban đầu, yêu cầu này bị Anh Quốc lẫn Hoa Kỳ phản đối, Hoa Kỳ cho rằng việc này sẽ cho Anh Quốc thêm một phiếu. Thủ tướng Anh Quốc David Lloyd George cuối cùng quyết định nhượng bộ, và thuyết phục người Mỹ chấp thuận sự hiện diện của các phái đoàn từ Canada, Ấn Độ, Úc, Newfoundland, New Zealand và Nam Phi. Các quốc gia tự trị này cũng có ghế trong Hội Quốc Liên. Canada yêu cầu không nhằm đòi bồi thường hay ủy nhiệm, quốc gia này chỉ đóng một vai trò khiêm tốn tại Paris, song việc có một ghế là một vấn đề về niềm kiêu hãnh. Canada lạc quan một cách thận trọng về Hội Quốc Liên mới thành lập, Canada đóng một vai trò tích cực và độc lập trong tổ chức này.

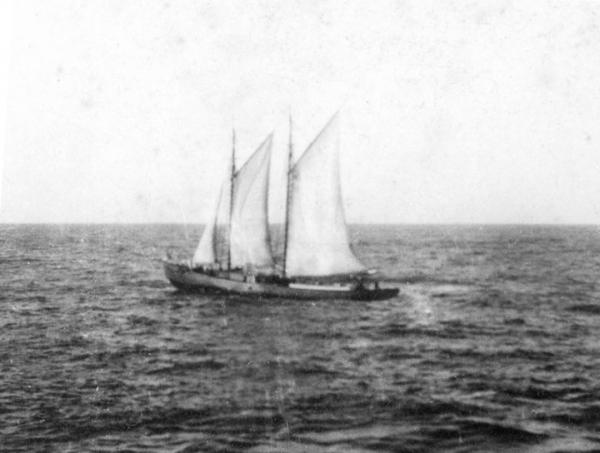
I'm Alone, một con tàu Canada từng buôn lậu rượu qua biên giới trong thời kỳ cấm rượu ở Hoa Kỳ

Năm 1923, Thủ tướng Anh Quốc David Lloyd George nhiều lần kêu gọi sự ủng hộ của Canada trong cuộc Khủng hoảng Chanak với Thổ Nhĩ Kỳ, song Canada khước từ. Bộ Ngoại giao Canada khuếch trương và xúc tiến quyền tự chủ của Canada khi Canada giảm phụ thuộc vào những nhà ngoại giao Anh Quốc và sử dụng phục vụ đối ngoại riêng. Năm 1931, Quốc hội Anh Quốc thông qua Đạo luật Westminster, trao cho mỗi quốc gia tự trị cơ hội được độc lập gần như hoàn toàn về mặt lập pháp khỏi Luân Đôn. Newfoundland chưa từng thông qua đạo luật, song đối với Canada, Đạo luật Westminster trở thành tuyên ngôn độc lập của quốc gia.

#### Đối nội
Từ năm 1921 đến 1926, chính phủ Tự do của William Lyon Mackenzie King theo đuổi một chính sách đối nội bảo thủ nhằm mục đích giảm thuế từ thời chiến và đặc biệt là làm dịu căng thẳng sắc tộc từ thời chiến, cũng như xoa dịu xung đột lao động hậu chiến. Những người Cấp tiến từ chối tham gia chính phủ, song giúp Đảng Tự do đánh bại các đề nghị bất tín nhiệm. William Lyon Mackenzie King đối diện với việc phải có hành động cân bằng một cách tinh tế nhằm giảm thuế vừa đủ để làm hài lòng những người Cấp tiến có căn cứ tại khu vực Thảo nguyên, song không được quá nhiều để tránh mất đi sự ủng hộ sống còn của ông tại các tỉnh công nghiệp là Ontario và Québec, vốn cần thuế quan để cạnh tranh với hàng nhập khẩu từ Hoa Kỳ. William Lyon Mackenzie King và lãnh đạo Bảo thủ Arthur Meighen tranh luận liên miên và quyết liệt. Nhà cải cách xã hội J.S. Woodsworth dần giành được ảnh hưởng và quyền lực trong Đảng Cấp tiến, và ông đạt được một dàn xếp với William Lyon Mackenzie King về các vấn đề chính sách.
Năm 1926, Thủ tướng William Lyon Mackenzie King kiến nghị Toàn quyền Julian Byng giải tán Quốc hội và yêu cầu tuyển cử, song Julian Byng khước từ, đây là lần đầu tiên Toàn quyền thi hành một quyền lực như vậy. Thay vào đó, Julian Byng yêu cầu lãnh đạo đảng Bảo thủ là Arthur Meighen thành lập một chính phủ. Tuy nhiên, Arthur Meighen không thể giành được đa số trong Hạ viện, rồi ông cũng kiến nghị giải tán Quốc hội và được chấp thuận. Sự kiện này đánh dấu một khủng hoảng hiến pháp được giải quyết theo một truyền thống mới, theo đó chính phủ Anh Quốc hoàn toàn không can thiệp vào chính sự của Canada.

### Đại suy thoái

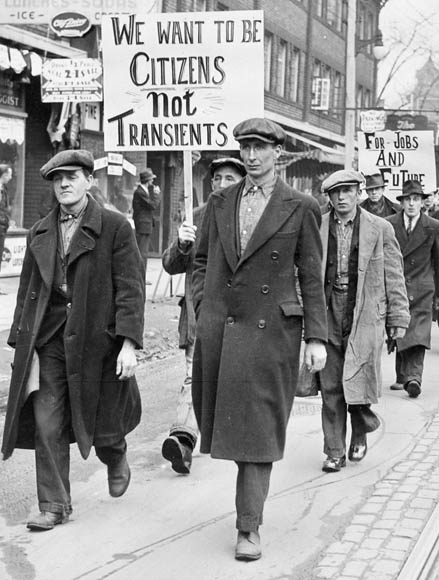
Những nam giới thất nghiệp tuần hành tại Toronto.

Canada bị ảnh hưởng mạnh từ Đại suy thoái toàn cầu vốn bắt đầu từ năm 1929. Từ năm 1929 đến năm 1933, tổng sản phẩm quốc nội giảm 40% (so với 37% tại Hoa Kỳ). Tỷ lệ thất nghiệp đạt 27% vào đáy của Đại suy thoái năm 1933. Theo điều tra năm 1931, tỷ lệ thất nghiệp đô thị trên toàn quốc là 19%, những nông dân ở tại trang trại của họ không được tính là thất nghiệp. Năm 1930, trong giai đoạn đầu của Đại suy thoái, Thủ tướng William Lyon Mackenzie King cho rằng cuộc khủng hoảng là biến động tạm thời của chu kỳ kinh doanh và rằng kinh tế sẽ sớm phục hồi mà không cần chính phủ can thiệp. Ông từ chối cung cấp trợ cấp thất nghiệp hay viện trợ liên bang cho các tỉnh.

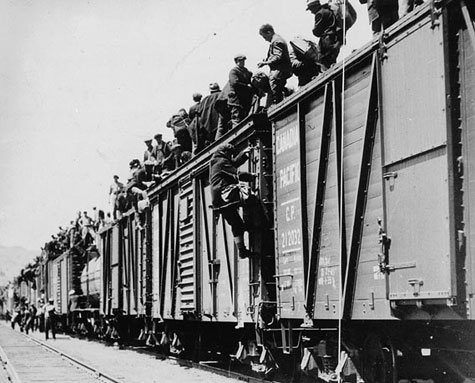
Những người đình công từ các trại cứu trợ thất nghiệp leo trên những chiếc xế hộp ở Kamloops, British Columbia, 1935

Richard Bedford Bennett và Đảng Bảo thủ giành thắng lợi trong tổng tuyển cử năm 1930, Bennett hứa hẹn về thuế quan cao và chi tiêu quy mô lớn, song do thâm hụt gia tăng nên ông trở nên thận trọng và cắt giảm mạnh chi tiêu liên bang. Mất đi sự ủng hộ và suy thoái trầm trọng thêm, Bennett cố gắng đưa vào các chính sách dựa trên New Deal của Tổng thống Franklin D. Roosevelt tại Hoa Kỳ, song ít được thông qua. Sự thất bại của Đảng Bảo thủ trong việc khôi phục sự thịnh vượng dẫn đến việc Đảng Tự do của Mackenzie King chiến thắng trong tổng tuyển cử năm 1935. Chính phủ Mackenzie King thông qua Hiệp định mậu dịch tương hỗ với Hoa Kỳ vào năm 1935, đánh dấu bước ngoặt trong quan hệ kinh tế Canada-Hoa Kỳ, đảo nghịch chiến tranh mậu dịch thảm khốc hồi 1930-31, giảm thuế quan, và lợi nhuận tăng đáng kể trong mậu dịch.
Cuộc khủng hoảng tồi tệ nhất đã qua vào năm 1935, khi Ottawa đưa ra các chương trình cứu trợ như Đạo luật Nhà ở Quốc gia và Ủy ban Việc làm Quốc gia. Canadian Broadcasting Corporation trở thành Crown Corporation vào năm 1936. Trans-Canada Airlines (tiền thân của Air Canada) được thành lập vào năm 1937, cũng như National Film Board of Canada  vào năm 1939. Năm 1938, Quốc hội đã chuyển đổi Ngân hàng Canada từ một tổ chức tư nhân thành một công ty chính thức.
Một phản ứng chính trị là chính sách nhập cư hạn chế cao và sự gia tăng chủ nghĩa nativ.
Thời gian đặc biệt khó khăn ở miền tây Canada, nơi mà sự phục hồi hoàn toàn không xảy ra cho đến khi Chiến tranh thế giới thứ hai bắt đầu vào năm 1939. Một phản ứng là việc thành lập các đảng chính trị mới như phong trào tín dụng xã hội và Liên đoàn thịnh vượng chung hợp tác, cũng như cuộc biểu tình phổ biến dưới hình thức Chuyến đi tới Ottawa.

### Quy chế của Westminster
Sau Tuyên bố Balfour năm 1926, Quốc hội Anh đã thông qua Quy chế của Westminster vào năm 1931, trong đó thừa nhận Canada là đồng phạm với Vương quốc Anh và Vương quốc thịnh vượng chung. Đó là một bước quan trọng trong sự phát triển của Canada với tư cách là một tiểu bang riêng biệt, trong đó nó cung cấp quyền tự chủ lập pháp gần như hoàn toàn từ Nghị viện Vương quốc Anh. Mặc dù Vương quốc Anh vẫn giữ thẩm quyền chính thức đối với một số thay đổi hiến pháp của Canada, nhưng Vương quốc Anh đã từ bỏ thẩm quyền này khi thông qua Đạo luật Canada 1982, đây là bước cuối cùng để đạt được chủ quyền hoàn toàn.

### Chiến tranh thế giới thứ hai

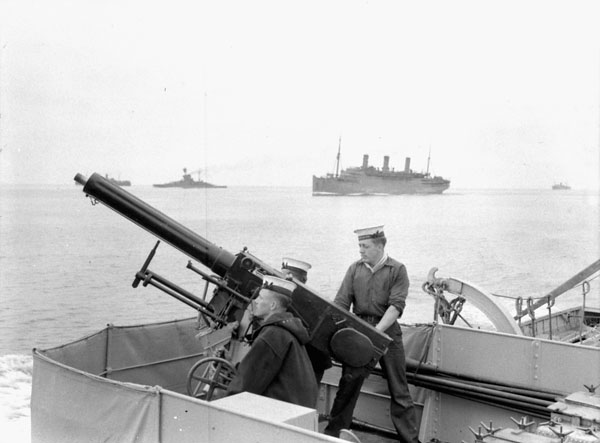
Hải quân Hoàng gia Canada các thủy thủ mang súng phòng không trên tàu khu trục hộ tống một đoàn tàu khởi hành từ Halifax, Nova Scotia đến Vương quốc Anh, 1940

Canada bắt đầu tham dự Chiến tranh thế giới thứ hai khi tuyên chiến với Đức Quốc xã và ngày 10 tháng 9 năm 1939, chậm một tuần sau khi Anh Quốc tuyên chiến nhằm biểu thị tương trưng về tính độc lập. Đại chiến khôi phục tình hình kinh tế và sự tự tin của Canada khi mà quốc gia này đóng một vai trò lớn tại Đại Tây Dương và tại châu Âu. Trong chiến tranh, Canada trở nên liên kết chặt chẽ hơn với Hoa Kỳ. Hoa Kỳ nắm quyền kiểm soát thực tế tại Yukon nhằm xây dựng Xa lộ Alaska, và có sự hiện diện lớn tại Newfoundland với những căn cứ không quân lớn.
Sau khi bắt đầu chiến tranh với Nhật Bản vào tháng 12 năm 1941, chính phủ Canada bắt đầu bắt giữ người Canada gốc Nhật, đưa 22.000 dân cư British Columbia gốc Nhật đến các trại nằm xa bờ biển. Nguyên nhân của hành động này là yêu cầu mạnh mẽ từ quần chúng và lo sợ về tình báo hoặc phá hoại. Leonard W. Murray chỉ huy lực lượng Canada trong trận chiến Đại Tây Dương. Các tàu ngầm của Đức hoạt động tại vùng biển Canada và Newfoundland trong suốt đại chiến, đánh chìm nhiều chiến thuyền và thương thuyền do Canada chịu trách nhiệm phòng thủ miền Tây Đại Tây Dương. Quân đội Canada tham dự phòng thủ Hồng Kông, đột kích Dieppe bất thành vào tháng 8 năm 1942, Đồng Minh xâm nhập Ý, và xâm nhập Pháp cùng Hà Lan năm 1944-45.
Khủng hoảng tòng quân 1944 ảnh hưởng rất lớn đến tính thống nhất giữa những người Canada Pháp ngữ và Anh ngữ, song không phải là xâm phạm về mặt chính trị như trong Chiến tranh thế giới thứ nhất. Trong tổng cộng 11,5 triệu dân Canada, 1,1 triệu người phục vụ trong quân đội trong Chiến tranh thế giới thứ hai. Tổng cộng, Canada chịu tổn thất 45.000 nhân mạng, và có 55.000 người bị thương.

Thủ tướng Canada, Mackenzie King đã bỏ phiếu về một cuộc điều tra toàn diện để giới thiệu nghĩa vụ phục vụ ở nước ngoài năm 1942

## Thời kỳ hậu chiến (1945–1960)

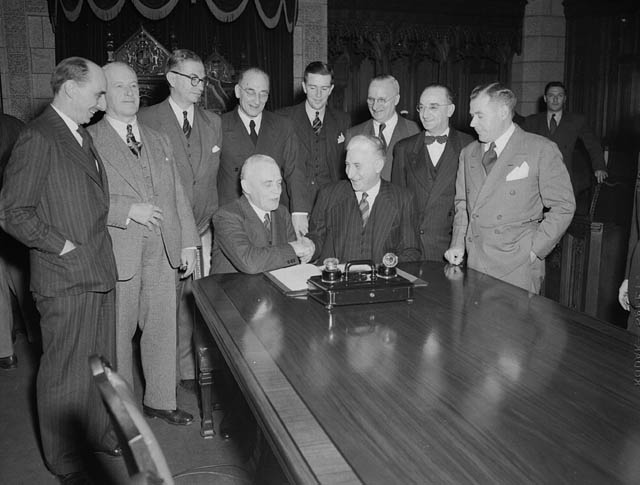
Thủ tướng Canada Louis St. Laurent bắt tay với Albert Walsh, sau khi các đại biểu từ Canada và Newfoundland ký thỏa thuận kết nạp Newfoundland vào Liên bang

Canada phục hồi sự thịnh vượng trong Chiến tranh thế giới thứ hai và tiếp tục trong nhiều năm sau, với sự phát triển của y tế toàn dân, lương hưu trí, và trợ cấp cựu chiến binh. Khủng hoảng tài chính trong Đại suy thoái khiến cho Quốc gia tự trị Newfoundland từ bỏ chính phủ trách nhiệm vào năm 1934 và trở thành một thuộc địa vương thất với một thống đốc Anh Quốc. Năm 1948, chính phủ Anh Quốc trao cho cử tri Newfoundland ba lựa chọn trong trưng cầu dân ý. Sau khi tranh luận gay gắt, người Newfoundland bỏ phiếu gia nhập Canada vào năm 1949 với vị thế một tỉnh.

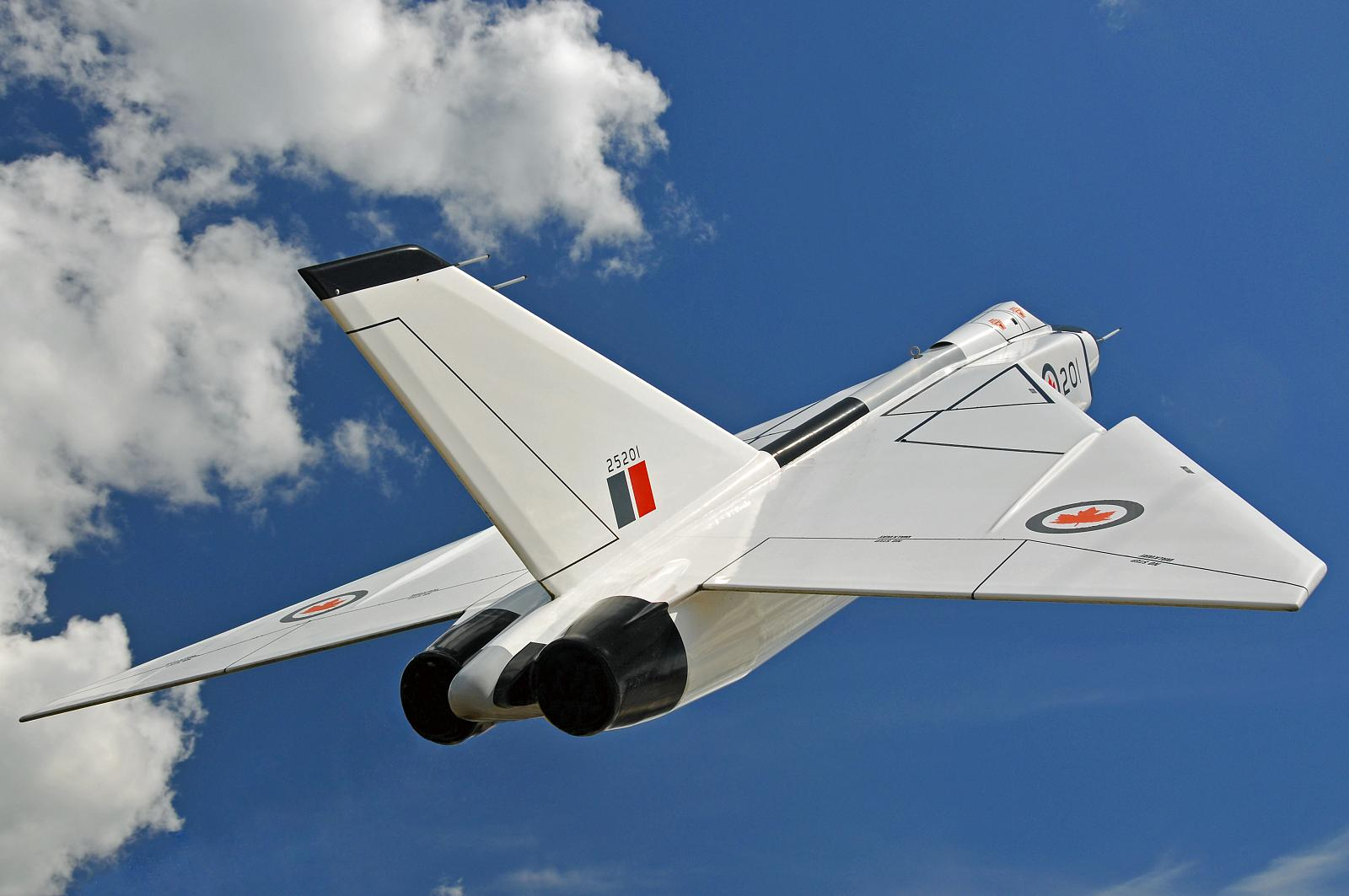
Avro Canada CF-105 Arrow.

Chính sách đối ngoại của Canada trong Chiến tranh Lạnh là liên kết chặt chẽ với Hoa Kỳ. Canada là một thành viên sáng lập của NATO (tổ chức mà Canada cũng muốn trở thành một liên minh kinh tế và chính trị xuyên Đại Tây Dương). Năm 1950, Canada gửi bộ đội tác chiến đến tham dự Chiến tranh Triều Tiên với vị thế là bộ phận của lực lượng Liên Hợp Quốc. Khát vọng của chính phủ liên bang nhằm khẳng định tuyên bố chủ quyền lãnh thổ tại khu vực Bắc Cực trong Chiến tranh Lạnh được biểu thị thông qua tái định cư High Arctic, trong đó người Inuit được chuyển từ Nunavik (thuộc Québec) đến đảo Cornwallis khô cằn;
Năm 1956, Liên Hợp Quốc phản ứng với Khủng hoảng Suez bằng việc triệu tập một Lực lượng khẩn cấp Liên Hợp Quốc đi giám sát việc triệt thoái của các lực lượng xâm chiếm. Lực lượng gìn giữ hòa bình được khái niệm hóa ban đầu bởi Bộ trưởng Ngoại giao đương thời là Lester B. Pearson. Trong suốt thập niên 1950, Thủ tướng Louis St. Laurent và người kế nhiệm là John Diefenbaker nỗ lực nhằm tạo ra một loại máy bay tiêm kích mới, tiên tiến cao độ là Avro Arrow. Năm 1958, Canada cùng với Hoa Kỳ thiết lập Bộ tư lệnh phòng không Bắc Mỹ (NORAD).

## 1960–1981
Trong thập niên 1960, sự kiện được gọi là Cách mạng yên tĩnh diễn ra tại Québec, lật đổ tổ chức cũ vốn tập trung vào Tổng giáo phận Québec của Giáo hội Công giáo và dẫn đến hiện đại hóa kinh tế và xã hội. Những người Québec dân tộc chủ nghĩa yêu cầu độc lập, và căng thẳng gia tăng đến khi bạo lực bùng nổ trong Khủng hoảng Tháng Mười năm 1970. Năm 1976, Đảng người Québec lên nắm quyền tại Québec thông qua bầu cử, với một quan điểm dân tộc chủ nghĩa mà theo đó bảo đảm quyền ngôn ngữ Pháp trong tỉnh và mưu cầu một hình thức chủ quyền cho Québec. Trong trưng cầu dân ý năm 1980 tại Quebec về vấn đề chủ quyền-liên kết, có 59% cử tri bác bỏ.

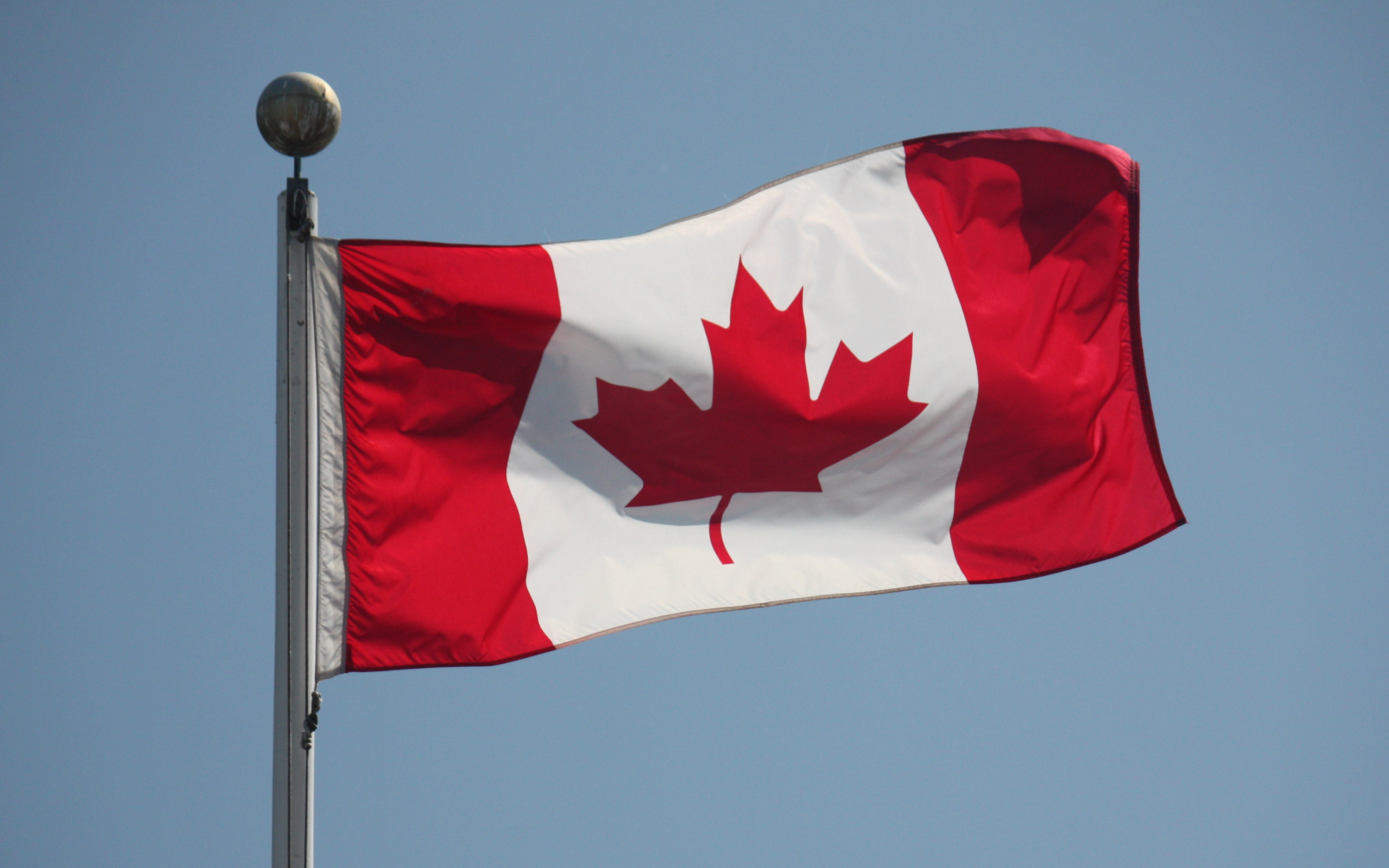
Quốc kỳ Canada treo tại Công viên Vanier Park, gần khu trung tâm Vancouver

Năm 1965, Canada thông qua quốc kỳ lá phong, mặc dù có những tranh luận và nghi ngại đáng kể trong một lượng lớn người Canada gốc Anh. Hạn chế pháp lý nhằm thiên vị người Anh Quốc và những người nhập cư châu Âu khác được sửa đổi trong thập niên 1960, mở cửa cho người nhập cư từ mọi nơi trên thế giới. Trong khi vào thập niên 1950 chứng kiến hiện tượng nhập cư ở mức độ cao từ Anh Quốc, Ireland, Ý, và miền bắc châu Âu lục địa, thì đến thập niên 1970 ngày càng có nhiều người nhập cư đến từ Ấn Độ, Trung Quốc, Việt Nam, Jamaica và Haiti. Người nhập cư có xu hướng định cư tại các trung tâm đô thị lớn, đặc biệt là Toronto, Montréal và Vancouver.
Trong suốt nhiệm kỳ của mình, Thủ tướng Pierre Trudeau lấy thay đổi về xã hội và văn hóa làm những mục tiêu chính trị của mình, bao gồm cả mưu cầu song ngữ chính thức tại Canada và các kế hoạch nhằm sửa đổi hiến pháp. Ở miền Tây, đặc biệt là những tỉnh sản xuất dầu thô như Alberta, phản đối nhiều chính sách do Trung ương Canada ban hành, như Chương trình năng lượng quốc gia gây ra sự phản đối đáng kể và gia tăng dị hóa miền Tây. Đa văn hóa tại Canada được thông qua với tư cách là chính sách chính thức của chính phủ Canada trong nhiệm kỳ thủ tướng của Pierre Trudeau.

## 1982–1992

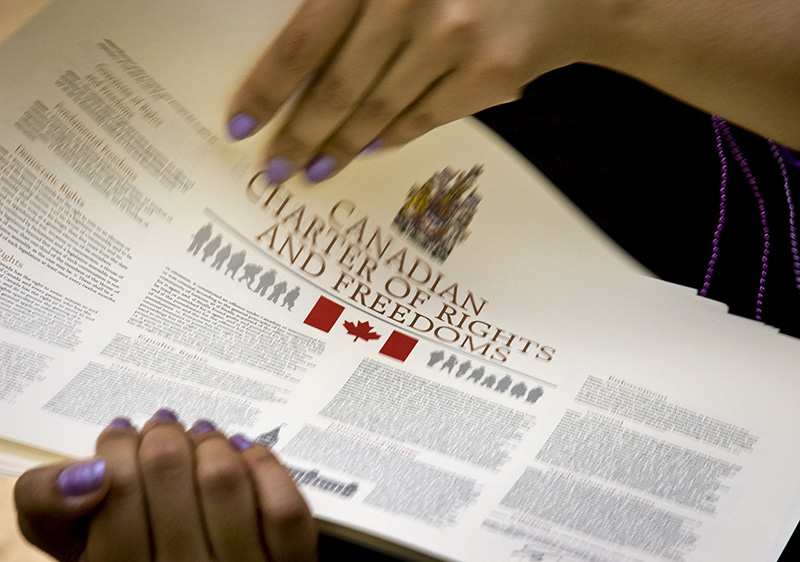
Bản in của Hiến chương về Quyền và Tự do của Canada đang được phát. Hiến chương được ban hành như một phần của Đạo luật Hiến pháp, 1982.

Năm 1982, Quốc hội Anh Quốc thông qua Đạo luật Canada, được Nữ vương Elizabeth II ban ngự chuẩn vào ngày 29 tháng 3; còn Đạo luật Hiến pháp được Quốc hội Canada thông qua và được Nữ vương ban ngự chuẩn vào ngày 17 tháng 4, do đó chuyển giao quyền kiểm soát Hiến pháp Canada. Trước đó, hiến pháp chỉ tồn tại như một đạo luật do quốc hội Anh Quốc thông qua, song nó không thể được sửa đổi nếu Canada không tán thành.
Chính phủ Bảo thủ Cấp tiến của Brian Mulroney bắt đầu những nỗ lực nhằm đạt được sự ủng hộ của Québec đối với Đạo luật Hiến pháp 1982 và chấm dứt dị hóa miền tây. Năm 1987, các cuộc thương lượng về Hòa ước Meech Lake bắt đầu giữa các chính phủ cấp tỉnh và liên bang, tìm kiếm những thay đổi hiến pháp thuận lợi cho Québec. Quá trình cải cách hiến pháp dưới thời Thủ tướng Mulroney lên đến đỉnh điểm với thất bại của Hòa ước Charlottetown vốn công nhận Québec là một "xã hội riêng biệt" song bị từ chối vào năm 1992 với số dư hẹp.
Dưới thời Brian Mulroney, quan thệ với Hoa Kỳ bắt đầu phát triển tích hợp chặt chẽ hơn. Năm 1989, chính phủ Canada thông qua hiệp định thương mại tự do với Hoa Kỳ bất chấp những lo ngại về tác động kinh tế và văn hóa khi kết hợp chặt chẽ với Hoa Kỳ. Tháng 8 năm 1990, Canada là một trong những quốc gia đầu tiên chỉ trích sự kiện Iraq xâm chiếm Kuwait, và chấp thuận tham gia liên minh do Hoa Kỳ lãnh đạo.

## Lịch sử gần đây (1992 đến nay)
Sau khi Mulroney từ chức thủ tướng vào năm 1993, Kim Campbell lên nắm quyền và trở thành nữ thủ tướng đầu tiên của Canada. Campbell chỉ tại vị trong vài tháng do Đảng Bảo thủ Cấp tiến đại bại trong tổng tuyển cử năm 1993, trong khi khối người Québec trở thành đảng đối lập chính thức. Thủ tướng Jean Chrétien của Đảng Tự do nhậm chức vào tháng 11 năm 1993 với một chính phủ đa số và tái đắc cử với đa số phiếu trong tổng tuyển cử năm 1997 và 2000.

Thay đổi về chính trị tại Canada trong thập niên đầu tiên của thế kỷ 21

Năm 1995, chính phủ Québec tổ chức trưng cầu dân ý lần thứ nhì về chủ quyền, đề xuất độc lập bị bác bỏ với 50,6% so với tỷ lệ ủng hộ là 49,4%. Năm 1998, Tòa án Tối cao Canada phán quyết rằng đơn phương ly khai của một tỉnh là vi hiến, và Quốc hội thông qua Đạo luật Minh bạch để phác thảo các điều khoản của một sự khởi đầu đàm phán.
Canada trở thành quốc gia thứ tư trên thế giới và quốc gia đầu tiên tại châu Mỹ hợp pháp hóa hôn nhân đồng tính trên toàn quốc khi ban hành Đạo luật Hôn nhân dân sự vào năm 2005.
Liên minh Canada và Đảng Bảo thủ Cấp tiến sáp nhập thành Đảng Bảo thủ Canada vào năm 2003. Đảng thắng cử hai lần vào năm 2006 và 2008 và hình thành một chính phủ thiểu số dưới quyền lãnh đạo của Stephen Harper. Đảng Bảo thủ giành đa số trong tổng tuyển cử liên bang năm 2011, Đảng Tân Dân chủ lần đầu tiên tạo thành đối lập chính thức. Dưới sự lãnh đạo của Stephen Harper, Canada và Hoa Kỳ tiếp tục hợp nhất các cơ quan quốc gia và cấp tỉnh nhằm tăng cường an ninh dọc theo biên giới thông qua Sáng kiến lữ hành Tây Bán cầu. Canada tham dự Chiến tranh vùng Vịnh năm 1990 với vị thế là một phần trong lực lượng liên minh do Hoa Kỳ lãnh đạo, và hoạt động trong một số sứ mệnh gin giữ hòa bình trong thập kỷ 1990, bao gồm sứ mệnh UNPROFOR tại Nam Tư cũ.
Canada cử quân đến Afghanistan vào năm 2001, song từ chối tham gia cuộc xâm chiếm Iraq do Hoa Kỳ dẫn đầu vào năm 2003. Năm 2009, kinh tế Canada chịu tổn thất trong Đại suy thoái toàn cầu, song phục hồi một cách khiêm tốn. Năm 2011, các lực lượng của Canada tham gia vào cuộc can thiệp do NATO dẫn đầu trong Nội chiến Libya.

## Lịch sử học
Cuộc chinh phục nước Pháp mới luôn là chủ đề trọng tâm và gây tranh cãi trong trí nhớ của người Canada. Cornelius Jaenen lập luận:
Cuộc chinh phục vẫn là một chủ đề khó đối với các nhà sử học người Canada gốc Pháp vì nó có thể được coi là một thảm họa về mặt kinh tế và ý thức hệ hoặc là một sự can thiệp tình cờ để cho phép người Canada duy trì ngôn ngữ và tôn giáo của họ dưới sự cai trị của Anh. Đối với hầu như tất cả các nhà sử học Anglophone, đó là một chiến thắng cho ưu thế quân sự, chính trị và kinh tế của Anh mà cuối cùng sẽ chỉ có lợi cho những người bị chinh phục.
Các nhà sử học của những năm 1950 đã cố gắng giải thích sự kém cỏi kinh tế của người Pháp-Canada bằng cách lập luận rằng Cuộc chinh phục:
đã phá hủy một xã hội toàn vẹn và chặt đầu giai cấp thương mại; quyền lãnh đạo của những người bị chinh phục rơi vào tay Giáo hội; và, bởi vì hoạt động thương mại trở thành độc quyền của các thương gia Anh, sự sống còn của quốc gia tập trung vào nông nghiệp.

Ở một cực khác, là những nhà sử học Pháp ngữ nhìn thấy lợi ích tích cực của việc cho phép bảo tồn ngôn ngữ, tôn giáo và phong tục truyền thống dưới sự cai trị của Anh. Các cuộc tranh luận của người Canada ở Pháp đã leo thang kể từ những năm 1960, vì Cuộc chinh phục được coi là thời điểm quan trọng trong lịch sử chủ nghĩa dân tộc của Québec. Nhà sử học Jocelyn Létourneau cho rằng vào thế kỷ 21, "1759 chủ yếu không thuộc về quá khứ mà chúng ta có thể muốn nghiên cứu và hiểu, mà là hiện tại và tương lai mà chúng ta có thể muốn định hình và kiểm soát."
Mặt khác, các nhà sử học Anglophone miêu tả Cuộc chinh phạt là một chiến thắng cho sự vượt trội về quân sự, chính trị và kinh tế của Anh vốn là lợi ích lâu dài cho người Pháp.
Allan Greer cho rằng lịch sử Whig đã từng là phong cách thống trị của các học giả. Anh ấy nói:
các kế hoạch diễn giải đã thống trị việc viết sử của Canada trong những thập kỷ giữa của thế kỷ XX được xây dựng dựa trên giả định rằng lịch sử có một hướng và dòng chảy rõ ràng. Canada đã hướng tới một mục tiêu trong thế kỷ XIX; cho dù điểm cuối này là việc xây dựng một liên minh xuyên lục địa, thương mại và chính trị, sự phát triển của chính phủ nghị viện, hay sự bảo tồn và phục sinh của Canada thuộc Pháp, thì đó chắc chắn là một Điều tốt. Vì vậy, những người nổi dậy năm 1837 đã hoàn toàn đi sai hướng. Họ thua bởi vì họ  phải  thua; họ không chỉ đơn giản là bị áp đảo bởi sức mạnh vượt trội, họ đã bị trừng phạt một cách chính đáng bởi Thần Lịch sử.